# Trịnh Doanh
Trịnh Doanh (chữ Hán: 鄭楹, 4 tháng 12 năm 1720 – 12 tháng 5 năm 1767), thụy hiệu Nghị Tổ Ân vương (毅祖恩王), là vị chúa Trịnh thứ 7 thời Lê Trung hưng trong lịch sử Việt Nam, ở ngôi từ năm 1740 đến 1767.
Trịnh Doanh là con trai thứ 4 của Hy Tổ Nhân vương Trịnh Cương và là em trai của Dụ Tổ Thuận vương Trịnh Giang, hai vị Chúa Trịnh thứ 5 và thứ 6. Từ khi còn trẻ ông đã sớm bộc lộ là người có vǎn tài võ lược, được Trịnh Giang rất tin tưởng. Vì chúa Trịnh Giang đã lớn tuổi mà chưa có con trai, lại mắc bệnh mà chán nản với chính sự nên đã giao phó binh quyền cho Trịnh Doanh từ năm 1736, tuy nhiên ông bị Hiệp quận công Hoàng Công Phụ cản trở nên không nắm được thực quyền. Do những chính sách sai lầm của Trịnh Giang khiến triều chính rối ren, phong trào nông dân khởi nghĩa bùng nổ khắp Bắc Hà làm lung lay sự thống trị của họ Trịnh. Để cứu vãn tình thế, vào năm 1740, mẹ của Trịnh Giang và Trịnh Doanh là bà Thái phi họ Vũ cùng nhóm đại thần Nguyễn Quý Cảnh, Nguyễn Đình Hoàn lật đổ Trịnh Giang và đưa Trịnh Doanh lên ngôi Chúa.
Trịnh Doanh là một nhà cai trị khéo léo và cũng là một viên tướng có tài cầm quân. Trong những năm đầu trị vì, ông tiến hành cải tổ lại bộ máy chính trị sau những sai lầm dưới thời Trịnh Giang, ban hành các chính sách nhằm chấn hưng đất nước, chấn chỉnh hệ thống quan lại, bãi bỏ các công trình xây dựng xa xỉ nhằm xoa dịu sự bất bình của nhân dân. Đồng thời, Chúa phải đánh dẹp các cuộc nổi dậy của nông dân trong nước. Năm 1751, triều đình Lê - Trịnh đã tiêu diệt được 2 thủ lĩnh nông dân hùng mạnh nhất vùng đồng bằng Bắc Bộ lúc đó, Nguyễn Hữu Cầu và Nguyễn Danh Phương, tình hình loạn lạc cơ bản đã tạm yên. Lịch sử ghi nhận những năm Trịnh Doanh cầm quyền ở Bắc Hà là những năm ổn định và thịnh đạt. Song những cố gắng của ông đã không thể cứu vãn sự suy tàn của họ Trịnh. Ông qua đời vào năm 1767 và ngôi Chúa được truyền cho người con trai trưởng là Thánh Tổ Thịnh vương Trịnh Sâm.

## Thân thế và cuộc sống ban đầu
Trịnh Doanh chào đời vào ngày Mậu Thìn tháng 11 năm Canh Tý, tức 4 tháng 12 năm 1720 dưới triều Lê Dụ Tông. Ông là người con trai thứ 4 của Hy Tổ Nhân vương Trịnh Cương, vị chúa Trịnh thứ 5, mẫu thân là là bà Vũ Thị Ngọc Nguyên, người xã Mĩ Thứ, huyện Đường Yên, trấn Hải Dương, nguyên là vợ thứ của Trịnh Cương với tước hàm là Chiêu viện. Người anh trưởng cùng mẹ với ông chính là Dụ Tổ Thuận vương Trịnh Giang.
Năm 1729, Trịnh Cương qua đời, Trịnh Giang lên nối ngôi. Trong thời gian trị vì, Trịnh Giang đã làm nhiều việc mất lòng người như giết hại vua Lê và nhiều đại thần được trọng vọng; lại sa vào con đường ăn chơi xa xỉ, tin dùng hoạn quan, gian nịnh khiến chính sự ngày càng đổ nát. Đến nửa cuối giai đoạn trị vì của ông, các cuộc khởi nghĩa nông dân nổ ra, thành một làn sóng mạnh mẽ khắp Đàng Ngoài. Các sử gia thường xếp thời kỳ của Trịnh Giang là bắt đầu giai đoạn suy vong của họ Trịnh.
Do lên ngôi đã lâu mà vẫn chưa có con trai, lại muốn có nhiều thời gian cho việc ăn chơi, nên vào năm 1735, Trịnh Giang phong cho Trịnh Doanh - 16 tuổi làm Khâm sai Tiết chế các xứ thủy bộ chư quân, Thái úy Ân quốc công mở phủ Lượng quốc để thay việc nhiếp chính. Trịnh Doanh mỗi tháng ba lần vào các ngày 3, 13 và 23 tiếp kiến trăm quan ở trạch các, để nghe trình bày công việc. Quần thần có điều liên quan tâu lên phủ Lượng quốc thì gọi là cẩn bẩm.
Trong thời gian này, Trịnh Doanh kết thân với hai viên quan nhỏ trong triều là ông Hoàng Ngũ Phúc và ông Đỗ Thế Giai. Hai người này khi chưa gặp thời, có kết giao với một viên hoạn quan. Người hoạn quan ấy thường cho rằng chính sự họ Trịnh đã suy, thường khuyên hai ông nên chọn một hoàng tử trong họ vua Lê để tôn phò, thế nhưng hai ông cho rằng thế họ Trịnh tất phục hưng được. Sau đó ông Đỗ đi ra, gặp Vương đệ Trịnh Doanh đang cùng bọn nội giám ngồi dưới đất mà chơi đá gà, bèn về bẩm với ông Hoàng Ngũ Phúc rằng đây đúng là chân chúa. Vì thế hai người này đem trâu rượu vào yết kiến, được Trịnh Doanh mến tài mà thu nạp. Sau khi đã lên ngôi rồi, Trịnh Doanh dùng Ngũ Phúc đánh dẹp bên ngoài, Thế Giai trông coi bên trong, giặc cướp các nơi đều tiêu trừ được hết. Còn viên hoạn quan nọ sau đi theo các Hoàng tôn nhà Lê khởi nghĩa ở vùng Trấn Ninh.
Sử sách ghi nhận Trịnh Doanh là người sáng suốt, quả quyết, có tài văn võ, từ khi mở phủ tạm giữ chính quyền, rất được lòng mọi người. Tuy nhiên do ông bị Hiệp quận công Hoàng Công Phụ - hoạn quan thân tín của Trịnh Giang ghen ghét nên không nắm được quyền hành. Các công việc triều chính ông đều không dám tự quyết mà đều phải thỉnh hỏi ý Chúa. Còn Chúa từ sau một lần bị sét đánh gần chết thì cho xây cung Thưởng Thị ở xã Hoàng Mai, huyện Thanh Trì và ở luôn đó không ra ngoài nữa, nên việc triều chính rối rắm. Sách Đại Việt Sử ký Tục biên dẫn lại tình cảnh đất nước lúc đó (1741)
| “ | Dân đói dắt nhau đi xin ăn đầy đường. Giá gạo tăng vọt, một trăm quan tiền không đổi lấy bữa no. Dân phần nhiều ăn khoai, đến nỗi có cả người ăn thịt rắn, thịt chuột cho qua ngày. Bệnh tật cả phát, xác chết chồng lên nhau, xương trắng đầy đồng. Số người sống sót không đến một phần mười, khói bếp tiêu điều lạnh lẽo; những nơi sầm uất hóa ra gò đống. | ” |

Chính vì tình cảnh đó, các cuộc khởi nghĩa nông dân nổ ra khắp nơi, ban đầu chỉ là lẻ tẻ, nhưng về sau phát triển rộng khắp, lôi kéo hàng ngàn, hàng vạn người tham gia như cuộc khởi nghĩa Quách Công Thi ở Lạc Thổ, Nguyễn Dương Hưng ở núi Tam Đảo, Nguyễn Tuyển - Nguyễn Cừ ở Ninh Xá, Vũ Trác Oánh ở Mộ Trạch, Vũ Đình Dung ở Ngân Già, ... đều mượn tiếng phò Lê diệt Trịnh, dân chúng đi theo rất đông, triều đình không sao ngăn cấm được.

## Cai trị Đàng Ngoài

### Lên ngôi nhờ biến loạn

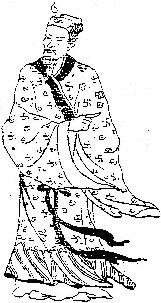
Dụ Tổ Thuận vuơng Trịnh Giang (1711 - 1761). Thời gian cai trị của ông (1729 - 1740) đánh dấu một giai đoạn khủng hoảng của chính quyền Lê - Trịnh.

Hoàng Công Phụ tìm cách giảm bớt uy quyền của nhiếp chính vương Trịnh Doanh, bảo bá quan khi trình bày việc gì thì không dùng chữ bẩm mà phải dùng chữ thân (trình), chỉ cho Trịnh Doanh ở trong một ngôi nhà nhỏ ở phía nam phủ Chúa gọi là "để".
Trước tình hình đó, vào đầu năm 1740, bà Trịnh thái phi Vũ thị (mẹ của Giang và Doanh) quyết định cải tổ chính quyền. Bà triệu giảng thần Nguyễn Quý Cảnh (Kính) và bảo ông này tìm lời khuyên Trịnh Doanh lên thay Trịnh Giang để trừ bỏ họa loạn trong triều đình và phủ Chúa. Quý Cảnh đem việc nói lại, Trịnh Doanh khóc từ chối rằng
| “ | Vương huynh đòi ra hành cung. Ta nghĩ rằng nhà nước là nhất thể, nghĩa là không tránh được nên mới nhiếp chính, sớm tối ta sẽ trả lại triều chính.. Việc lên thay ngôi Chúa là việc không nên bàn. | ” |

Quý Cảnh bèn đem mệnh lệnh của Thái phi bàn với Nguyễn Công Thái và cùng nhau định kế. Các thân thần họ Trịnh là Trịnh Đạc, Trịnh Thiết (tức Vũ Tất Thận) đều có ý đồng tình. Quý Cảnh nhân lúc Hoàng Công Phụ đang đốc quân đánh Nguyển Tuyển ở Ninh Xá mà bỏ ngỏ việc phòng vệ kinh thành, bèn cho gọi hương binh từ các khu vực quanh Thăng Long sung vào làm túc vệ. Vào ngày khai bảo họp các quan phò lập Trịnh Doanh lên làm chúa, nhưng Doanh không nghe. Bọn Cảnh sợ để lâu sinh biến, lại đem chỉ dụ của Thái phi ra khuyên, và tâu xin nhà vua. Vua Lê sai sứ đến dụ bảo 2, 3 lần, Doanh bất đắc dĩ phải nghe theo. Hôm đó bảo tỉ chưa mở, viên gia thần là Tào Thái giữ chức Tư lễ, nhận mật ước xin chỉ của nhà vua đóng vào sắc văn. Đến sáng hôm sau Trịnh Doanh vào triều, bọn Quý Cảnh và Trương Khuông theo xe hộ vệ, các đội thân binh Tứ nghiêm, Tứ kính tướng sĩ đều đeo gươm vác súng. Quan nội giám là Phan Lai hầu lên tiếng hỏi nhưng họ không trả lời. Một lát sau, Tào Thái đem sắc chỉ của nhà vua đến, Trịnh Doanh quỳ xuống nhận sắc. Phan Lai hầu đứng bên cạnh trách mắng, bị Trương Khuông cho giam vào tù, cả triều đình đều im lặng. Nguyễn Công Thái đọc chiếu và ý chỉ của Thái phi, Doanh khóc không dám ngồi lên ngai. Trương Khuông bèn cùng Tả đô đốc Nguyễn Đình Hoàn đỡ Doanh lên bảo tọa, bọn Quý Cảnh đứng đầu hai bên, Nội giám Khuê quận công Giáp Nguyễn Khoa lên lầu nổi trống hiệu, các quan đều xếp hàng lạy mừng, Trịnh Doanh chính thức lên ngôi Chúa, xưng là Nguyên soái, Tổng quốc chính, Minh Đô vương, tôn Trịnh Giang làm Thái thượng vương.
Được tin có biến động, các hoạn quan bảo vệ ở cung Thưởng Trì đem binh lính đến để diệt trừ hương binh của Quý Cảnh và ủng hộ Trịnh Giang làm Chúa như cũ, nhưng đều bị đánh bại, giết chết hết. Sau đó, Chúa sai Nguyễn Đình Hoàn bắt giết đồ đảng thân tín của Hoàng Công Phụ. Công Phụ còn đóng quân ở Vân Giang, hay tin, bèn bỏ trốn đi biệt tích. Sách Cương mục của nhà Nguyễn có lời bình về sự kiện này như sau:
| “ | Lúc ấy, Trịnh Giang hoang dâm càn giỡ, bọn hoạn quan chuyên quyền, mọi việc đều ngang trái rối loạn, trộm giặc nổi dậy khắp nơi, trong kinh ngoài trấn nôn nao lo sợ, họ ngờ rằng sớm tối sẽ xảy ra sự bất trắc. Thế mà bọn Quý Cảnh, trong nhờ có Vũ thị, trên giả thác sắc mệnh vua Lê, bèn phò Trịnh Doanh nắm lấy chính quyền, xoay xở xếp đặt trong khoảng chốc lát, mà lòng người được yên ổn. Sau khi công việc đã xong xuôi, Trịnh Doanh hạ lệnh cho Quý Cảnh vào túc trực trong phủ đường, sớm tối bàn định công việc. Lúc bấy giờ, sở dĩ cởi được mối rối loạn một cách thư nhàn, trấn áp họa loạn được yên ổn, Quý Cảnh thật là người có công. | ” |

### Đánh dẹp khởi nghĩa nông dân

#### Những thất bại ban đầu
Bấy giờ từ miền núi, miền biên viễn cho tới bốn trấn bên trong, đâu đâu cũng phát sinh lực lượng nổi dậy. Để đối phó, Trịnh Doanh đề ra các chính sách tuyển thêm ưu binh từ hai xứ Thanh-Nghệ là quê hương của vua Lê và chúa Trịnh. Theo như trước kia 5 dân đinh thì lấy 1 lính, đến năm 1740 chúa cho đổi lại là cứ ba suất đinh thì lấy một lính, chia lính mới cho các quan luyện tập rồi bổ sung vào đội ngũ. Lại ban lệnh răn các quan không được tra bắt, sách nhiễu và vòi tiền hối lộ của quân lính trong kinh ngoài trấn. Lính các đạo khi đánh trận thì căn cứ theo số thủ cấp của địch mà thưởng.
Ngoài việc tuyển thêm binh lính thì thu thập vũ khí cũng là một việc làm cần thiết. Trịnh Doanh hạ lệnh cho các trấn ngoài nếu dâng nộp o diên, diêm tiêu, lưu hoàng, sẽ miễn cho việc đánh thuế mỏ và miễn tiền thuế dung, thuế điệu của dân đinh trong khi vực mà người phiên mục ấy cai quản. Những khách buôn ở các cửa hàng trong kinh kỳ và phố Lai Triều, nếu người nào tình nguyện dâng nộp để xin thưởng chức sắc, sẽ thưởng cho theo như thể lệ người nộp thóc hoặc nộp tiền; nếu người nào không muốn lấy chức sắc thì trả lại bằng tiền; người nào ẩn giấu sẽ phải tội. Để có thêm tiền đi đánh dẹp, Trịnh Doanh vẫn thúc đẩy chính sách trao quan chức cho những người dân nộp tiền, thóc lên triều đình.
Bấy giờ vùng Sơn Nam có các thế lực như sau: Vũ Đình Dung ở Ngân Già, Tú Cao ở huyện Thư Trì, Giáo Ly giữ huyện Đông Quan, Hoàng Công Chất ở các phủ Khoái Châu, Nam Sách ... Ngay sau khi mới lên ngôi, Trịnh Doanh cử quân làm 3 đạo đi đánh dẹp các cuộc khởi nghĩa này. Cao quận công Trịnh Kính tiến theo miền thượng đạo ở ven núi, Trình quận công Hoàng Công Kỳ theo tả đạo ven sông, Nhạn Thọ hầu Phạm Trần Tông theo đường hữu đạo. Ông lại sai Trần Đình Miên, Nguyễn Bá Lân đánh Sơn Tây, Đặng Đình Mật đi đánh Sơn Nam. Các chiến dịch đầu năm 1740 quân Lê - Trịnh gặp nhiều thất bại: các tướng Hoàng Kim Trảo, Nguyễn Thế Siêu, Trần Doanh Quán bị quân Ngân Già giết chết; Cựu tể tướng Ngô Đình Thạc bị thổ tù Toàn Cơ đánh úp và giết hại ở Lạng Sơn, Nguyễn Trọng Ung giao chiến với Nguyễn Tuyển ở Bình Ngô và cũng tử trận.
Tháng 2 năm 1740, Thể quận công Vũ Tá Lý đánh được các thủ lĩnh Tế và Bồng ở Yên Lạc, dư đảng của Tế là Nguyễn Danh Phương lui quân về Tam Đảo và dần phát triển lực lượng trở lại. Vì không liên hệ được với các thủ lĩnh khác, cộng thêm quân lương chưa đủ, Nguyễn Danh Phương xin đầu hàng để được hoãn binh. Chúa Trịnh Doanh cho rằng việc cấp bách nằm ở mạn đông nam với Nguyễn Tuyển và Hoàng Công Chât là 2 mối nguy cơ lớn hơn, còn xứ Sơn Tây việc không gấp bằng, nên chấp nhận cho Phương đầu hàng, rút bớt quân về hỗ trợ cho đạo đông nam. Điều này đã tạo cơ hội cho Phương xây dựng lại lực lượng, chiếm cứ một vùng rừng núi ở Thái Nguyên và thành lập triều đình riêng.

#### Tiêu diệt quân Ngân Già và Ninh Xá
Mùa đông tháng 10 ÂL năm 1740, sau khi phân tích tình hình các lộ phản quân, Trịnh Doanh nhận thấy mặt Ngân Già do các thủ lĩnh Vũ Đình Dung, Đoàn Danh Chấn cầm đầu là lực lượng yếu nhất so với quân Ninh Xá của Nguyễn Tuyển, Nguyễn Cừ; bèn quyết định đánh nơi này trước. Khi đó quân khởi nghĩa không có chỗ ở cố định, chỉ dựa vào nơi bùn lầy làm hiểm trở, gặp quân triều đình thì vác dao xông vào chém bừa bãi vào chân người chân ngựa chứ không theo trận pháp gì cả, các tướng nhiều lần bị thua. Về sau bọn họ giả vờ xin quy hàng, nhưng khi triều đình nhận hàng và sai sứ đến ban chức sắc thì lại không nhận. Ông ban một sắc lệnh cấm chỉ cướp bóc, an ủi dân tình các châu quận đó, hứa trả lại ruộng đất cho họ an cư lạc nghiệp, và xá tội cho những người đã lỡ đầu hàng theo giặc. Bởi thế, xe Chúa đi đến đâu, người dân đều đón đường hoan nghênh, lại có người xin nộp tiền của và lương thực để giúp quân. Quân của Chúa tiến đến bến Mộc Hoàn thì dừng lại nghỉ ngơi để sửa sang khí giới, tập luyện trận; sau đó giao chiến với quân giặc một trận ở Đường Ngang và đẩy lùi được họ.
Ngày 21 tháng 12 năm 1740, đại quân của Trịnh Doanh tiến đến Vũ Tuần thuộc phủ Lỵ Nhân, ngày 24 tháng 12 dời quân đến Hiến Dinh, chia các tướng thành từng bộ phận, hẹn ngày đều tiến quân. Sáng sớm hôm sau, Chúa xuất phát từ sớm, buổi chiều đại quân đến địa phận sông Vị Hoàng, sáng sớm hôm sau đến xã Lạc Đạo thuộc phủ Thiên Trường. Vũ Đình Dung đem lực lượng ra đánh để kháng cự. Doanh sai Cẩn quận công Đinh Văn Giai, Hoán quận côn Nguyễn Đình Hoàn, Vũ Tất Thận và Trương Khuông đốc suất quân các doanh ra đánh. Quân Trịnh bị một lần phục binh, thiệt hại một viên tì hiệu. Trịnh Doanh giận lắm, bèn thúc voi mà tiến lên. Vì sào huyệt của quân Ngân Già bốn mặt là bùn lầy, nên quân khởi nghĩa chủ quan. Ai ngờ lúc đó đã vào mùa khô, bùn lầy trở nên khô ráo, chỉ ướt tới chân ngựa mà thôi. Sử nhà Lê thì cho rằng đó là một điềm trời giúp cho quân triều đình giành chiến thắng. Nguyễn Đình Hoàn đem quân đánh tập hậu, nhân đấy phóng hỏa đốt các trại của quân khởi nghĩa, quân khởi nghĩa tan vỡ. Nhân đó đại quân Trịnh cùng nhau đánh kẹp lại, giết được rất nhiều nghĩa quân, bắt chém tướng giặc cầm đầu. Trịnh Doanh ban cho bọn Đình Hoàn thẻ bài bằng vàng và 200 lạng bạc; sai Trịnh Tự Thành săn bắt tàn quân Ngân Già; yên ủi vỗ về nhân dân, để cho họ đều trở về yên nghiệp làm ăn. Cuộc khởi nghĩa chính thức bị dẹp tan, triều đình xóa bỏ tên hiệu Ngân Già, cho đổi tên chỗ đó là xã Lai Cách.
Nhân lúc Trịnh Doanh đánh Ngân Già, cả thành Thăng Long bỏ trống, quân Nguyễn Tuyển, Nguyễn Cừ ở Ninh Xá tiến thẳng quân sát bến sông Nhị Hà, uy hiếp kinh thành Thăng Long. Bấy giờ trong thành không có quân, lòng người rất lo sợ. Vũ Thái phi ở trong cung sai Trịnh Đạc giữ các cửa thành, Phạm Kinh Vĩ, Nguyễn Bá Quýnh đem hết dân cư ngoài thành ra bến sông làm nghi binh. Tướng Đặng Đình Mật đưa quân ra đón đánh nhưng bại trận phải lui về. Quận Diệu Trần Cảnh cùng Bàng Thọ hầu nghe tin bèn đưa quân đánh vào mặt sau của quân khởi nghĩa. Trịnh Doanh được tin tức tốc quay về cứu. Khi về tới Kim Lan thì Nguyển Tuyển đã phải lui quân.
Đầu năm 1741, trước việc quân khởi nghĩa còn mạnh, Trịnh Doanh chia Sơn Nam làm thượng lộ và hạ lộ. Sơn Nam cùng Sơn Tây và Kinh Bắc đều đặt chức Chưởng đốc, giữ công việc quân và dân thuộc hạt mình. Trách nhiệm của Chưởng đốc là tính theo số hộ, cứ 3 suất đinh lấy một người sung làm hương binh; Xem xét nơi hiểm trở đặt đồn lũy canh phòng, để ngăn ngừa trộm cướp.... Tình hình ở Hải Dương đã tạm yên nên đến tháng 3 năm 1741, Chúa chia nơi này làm 4 đạo Thượng Hồng, Hạ Hồng, Đôn Triều, An Lão, mỗi đạo đặt một quan tuần thủ và một Hiệp đồng để vỗ về dân chúng.
Từ sau trận Bồ Đề, thế lực quân Nguyễn Tuyển, Nguyễn Cừ dần dần suy yếu: Nguyễn Tuyển tử trận cuối năm 1740, Vũ Trác Oánh trốn đi biệt tích, còn Nguyễn Cừ cố tìm cách khôi phục nghĩa quân song không thành rồi bị tướng Phạm Đình Trọng bắt và giải về kinh xử tử. Đến cuối năm 1741 nghĩa quân Ninh Xá hoàn toàn bị tiêu diệt. Về mặt Lạng Sơn, thủ lĩnh Toàn Cơ cũng bị đánh dẹp và bị bắt chém đầu trong năm 1742. Tình hình ở 4 trấn có vẻ tạm yên trước khi một thế lực mới nổi lên, đó là Nguyễn Hữu Cầu, con rể của Nguyễn Cừ.

#### Đối phó với Nguyễn Hữu Cầu
Năm 1743, quận He Nguyễn Hữu Cầu tập hợp lại lực lượng, chiếm Đồ Sơn làm căn cứ, đánh phá xã Lão Phong, tướng Trịnh Bảng đem quân đánh, bị thua chết. Hữu Cầu thế lực ngày càng lớn. Trịnh Doanh dùng Hoàng Ngũ Phúc và Phạm Đình Trọng chống lại Cầu. Có thể nói cuộc khởi nghĩa của Nguyễn Hữu Cầu là cuộc khởi nghĩa tiêu biểu nhất trong phong trào nông dân khởi nghĩa ở Đàng Ngoài. Trong 8 năm khởi nghĩa, quân của quận He đã tung hoành khắp đồng bằng Bắc Bộ, hai lần tấn công Kinh Bắc, uy hiếp Thăng Long (1744 và 1748). Tuy nhiên về sau trước sự tấn công của quân triều đình, thế lực của ông ngày càng suy yếu.
Lúc đó các hoàng thân triều Lê do Lê Duy Mật đứng đầu nổi lên. Tháng 9 năm 1741, Duy Mật lĩnh quân theo đường An Hóa, Phụng Hóa thuộc Thiên Quang, vượt Mĩ Lương và Minh Nghĩa kéo ra sông Đà, sông Thao. Trịnh Doanh sai Đặng Đình Mật đến Thanh Hóa, đốc các đạo An Sơn, Mĩ Lương và Chương Đức tiến đánh. Đình Mật bất ngờ đánh úp, phá được quân Duy Mật. Duy Mật rút quân giữ huyện Văn Lãng thuộc Thái Nguyên, sau lại trở về Thanh Hoa dựng doanh lũy ở xã Ngọc Lâu, xưng hiệu là Thiên Nam đế tử.
Bấy giờ vẫn còn Nguyễn Hữu Cầu, Nguyễn Danh Phương, Hoàng Công Chất và Lê Duy Mật. Trịnh Doanh hạ lệnh các quân lính phải phân phối đi đánh phá càn quét các quan giữ chính quyền trong phủ xin tạm kén dân các huyện gần kinh kỳ, cứ 5 suất đinh kén lấy một người làm hương binh, tha dao dịch cho họ, duyệt tập theo như phép lính chính thức. Ông hạ lệnh cho Vũ Tất Thận và Nguyễn Quý Cảnh chia nhau quản lãnh, phân phối hương binh đóng ở ngoài kinh thành, để phòng bị việc bắt trắc xảy ra.
Mùa thu năm 1744, tướng dưới trướng Nguyễn Hữu Cầu tên là Tương đánh huyện Yên Sơn thuộc Sơn Tây, giết quan Tán lý Phạm Gia Ninh, Thống lãnh Đặng Đình Quỳnh bỏ binh lính, chạy trốn. Vì cớ Đình Quỳnh là con rể của họ Trịnh nên được xá tội, khiến quân lính rất bất bình. Trịnh Doanh hạ lệnh giới nghiêm toàn kinh thành, sai Doãn Trung công Trịnh Đạc đi đánh, tạm đẩy lùi thủ lĩnh Tương. Bấy giờ Nguyễn Hữu Cầu đang thời cực thịnh, các thủ lĩnh nhỏ lẻ đều quy phục ông này, hẹn nhau đánh úp các địa phương Kinh Bắc để đón Nguyễn Hữu Cầu, vì thế vùng Kinh Bắc náo động trong rất nhiều năm. Tuy nhiên quân triều đình do Hoàng Ngũ Phúc và Phạm Đình Trọng chỉ huy dần khôi phục lại thanh thế, khiến Nguyễn Hữu Cầu bị thua nhiều trận.
Đầu năm 1745, dư đảng của nhà Mạc đánh phá và chiếm được thành Thái Nguyên. Trịnh Doanh sai Văn Đình Ức tiến đánh, thu phục lại thành này..
Năm 1746, Nguyễn Hữu Cầu vì thua trận liên tục nên giả vờ xin hàng triều đình. Trịnh Doanh chấp thuận và đòi Hữu Cầu về kinh sư, phong chức Ninh Đông tướng quân, tước Hương Nghĩa hầu. Nhưng Cầu không có ý đầu hàng, lấy cớ bị Phạm Đình Trọng cản trở mình. Trịnh Doanh sai thiêm tri Nguyễn Phi Sảng đem lệnh chỉ đến phủ dụ và triệu Cầu về, mặt khác dụ bảo Trọng hoãn không đánh Cầu nữa. Nhưng Trọng vì có tư thù với Cầu nên không chịu lui; rồi nhân lúc bất ngờ mà đánh úp, thắng một trận lớn khiến Hữu Cầu phải bỏ chạy. Tham tụng Đỗ Thế Giai nhận của đút của Cầu, nên gièm pha với chúa về Trọng. Chúa không theo và làm một bài thơ để yên ủi ông ta.
Năm 1748, Nguyễn Hữu Cầu sau mấy trận thua liên tiếp, nhân lúc quân triều đình sơ hở, kéo quân đến bến Bồ Đề, uy hiếp Thăng Long. Trịnh Doanh biết tin, tự đem quân ra giữ bến Nam Tân. Phạm Đình Trọng cũng được tin ấy lập tức đem quân đánh mặt sau, Hữu Cầu thua trốn thoát, lại liên kết với Hoàng Công Chất quấy phá các vùng, tuy nhiên cuối cùng bị đánh bại. Đến đầu năm 1750, Nguyễn Hữu Cầu chạy vào Nghệ An còn Hoàng Công Chất chạy vào Thanh Hoa.
Vì kinh thành nhiều lần bị uy hiếp, chúa Trịnh Doanh lệnh cho Lê Hữu Kiều, Hà Huân, Vũ Khâm Lân và Ngô Đình Oánh chia nhau giữ nơi xung yếu. Các đại thần trong phủ Chúa lại đề xuất trồng tre, trồng cây để hàng rào doanh trại; đặt tám cửa thành để xét hỏi người ra vào; chọn đinh tráng ở các nơi gần kinh thành sung vào đội đi tuần, thượng lưu và hạ lưu phường Nhật Chiêu đều đặt đồn canh giữ; trong thành thì chia đặt các phòng cho quân sĩ. Trịnh Doanh theo lời, vì thế chia trong kinh kỳ làm 36 khu, gồm làm 9 điện, mỗi điện 4 khu, đặt một người làm điện chánh, rồi sai nội giám Nguyễn Phương Đĩnh và Nguyễn Đình Huấn đảm nhận việc mộ binh.
Năm 1751, Nguyễn Hữu Cầu lại bại trận, cuối cùng bị Phạm Đình Trọng bắt sống. Vì tình hình đông nam đã tạm yên, nên chúa rút Ngũ Phúc và Đàm Xuân Vực về, chuyển lên vùng Kinh Bắc, cùng đô đốc Bùi Thế Đạt tiếp ứng lẫn nhau, sau đó cử Đinh Văn Giai trấn thủ Sơn Tây.

#### Trận chiến Hương Canh - Ngọc Bội
Năm 1749, quận Hẻo Nguyễn Danh Phương từ Bạch Hạc đến cướp xã Cổ Đô huyện Tiên Phong. Trịnh Doanh hạ lệnh cho Nguyễn Phan cùng Bùi Trọng Huyến đi đánh. Quận Hẻo thường xuyên đánh phá các vùng xung quanh khiến quân Trịnh chống đỡ vô cùng vất vả. Vì mặt Nguyễn Hữu Cầu đã có Phạm Đình Trọng lo liệu, Trịnh Doanh quyết định sẽ đích thân dẫn đại quân tiêu diệt Nguyễn Danh Phương. Chiến dịch này diễn ra vào cuối năm 1750.
Về việc trấn giữ kinh kỳ khi xe Chúa ra ngoài, ông bàn với các quan rằng:
| “             | Kinh sư là cội gốc thiên hạ, tôn miếu và trăm quan ở đấy, mà đường đi suốt bốn phương tám ngã không có thành lũy để giữ. Nay nơi ngoài biên cương hữu sự, đưa cả sáu quân đi, tất phải lưu quân giữ kinh thành. Quân giữ nhà nhiều thì quân đánh giặc ít. Cổ nhân nói: Thiết hiểm thủ quốc thực có ý sâu xa vậy. Nước ta từ đời nhà Lý đóng kinh đô ở đây, cũng đã đắp thành Đại La. Nay muốn nhân đó mà sửa sang, khiến cho lúc có việc không phải lo ngại bên trong. Các ngươi nghĩ thế nào. | ” |
| — Trịnh Doanh | |   |

Các quan đều bằng lòng. Thế là Chúa sai đo đạc địa thế kinh đô, và cho đắp đất, bắt dân phu ở các huyện gần Kinh sư mà đắp lại La Thành, mở 8 cửa, mỗi cửa có 2 đồn tả hữu, chia quân tuần phòng túc trực.
Ngày 6 tháng 12 năm 1750, Trịnh Doanh làm tờ biểu tâu vua Lê xin đem quân chinh phạt, và xuất phát vào giờ Dậu hôm đó, để lại Cổn quận công Trương Khuông và Bái Trạch hầu Nhữ Đình Toản giữ kinh thành và phủ Chúa. Ông cho Hoàng Ngũ Phúc nắm quyền tri quân vụ. Chúa nhận thấy rằng sào huyệt của quân Tam Đảo bốn mặt đều là núi, trong rừng có nhiều khe suối, mặt trước lại có nhiều đồn lũy để che chắn, khó có thể tấn công vào hướng ấy. Trong khi đó, đồn Kỳ Ức ở mặt giáp Thái Nguyên phòng bị lỏng lẻo, nên nhân đêm tối đánh nơi đó trước và giành chiến thắng thì quân địch sẽ rối loạn. Ngày 9 tháng 12, đại quân của Trịnh Doanh đến địa phận Thái Nguyên, sai lấy thổ binh của phiên thần Thái Nguyên sung vào lực lượng. Vào 4 giờ sáng ngày 10 tháng 12, Trịnh Doanh cưỡi ngựa Long Mã chỉ huy tướng sĩ dựng lũy vây xung quanh đồn Ức Kỳ. Ngày 16 tháng 12, Chúa sai tướng đã quy hàng là Xuân Thọ hầu Nguyễn Bá Trạc đem lính Tứ Thuận áp sát vào lũy. Nhờ có Dương Sĩ Long, Dương Văn Tăng trong hàng ngũ quân Ức Kỳ xin làm nội ứng, Chúa Trịnh thu nhận cả. Khi quân Trịnh tấn công, Sĩ Long bí mật mở cửa góc luỹ, cánh quân Trịnh do Quế Võ bá Nguyễn Đức Hoành bèn đột nhậo vào, đánh phá được hơn 10 đồn, rồi phóng hỏa đốt trại Ức Kỳ, quan quân 4 mặt cùng bắn vào. Chúa đứng ở Vọng lâu, sai các quân sĩ cưỡi voi, ngựa ra tiếp chiến, phản quân bị thương vong rất nhiều; các tướng cướp là Trị, Sầm và 400 quân nổi dậy bị bắt sống, quân Trịnh thu được rất nhiều chiến lợi phẩm. Trịnh Doanh sai đem tin thắng trận báo cho nhà vua và bà Thái phi Quốc Thánh mẫu, lại đem 1000 lạng bạc thưởng cho tướng sĩ, và chém đầu 200 tù binh, còn lại thì tha. Ngày 21 tháng 12, Trịnh Doanh tạm lui về hành tại ở xã Xuân Hy, xét thấy hai tướng Nguyễn Phan và Bùi Thế Đạt đánh giặc không có công lao gì, đều giáng chức để làm răn.
Chúa Trịnh cho rằng các huyện trấn ở Thái Nguyên có nhiều người vì bắt buộc mà phải theo giặc, tình cảnh có thể châm chước, nên tuyên bố với dân trong lộ ai muốn được về quê hương hay chung sức lập công đều cho đi theo. Vì thế cả lộ ấy ai cũng biết ơn. Lại có người lính làm trái quân luật đi cướp bóc của dân, Chúa sai chém đầu để hiệu lệnh, và trả của lại cho dân. Từ đó chư quân đều sợ hãi mà không dám trái quân lệnh.
Ngày mồng 1 tết Nguyên đán năm Tân Mùi (1751), Trịnh Doanh mở cuộc duyệt binh lớn, khao thưởng ba quân, rồi tuyên dụ các xứ Tuyên Quang, Thái Nguyên, Sơn Tây, Hưng Hóa hoãn thu tiền thuế của dân vùng cao. Dụ chỉ ban xuống, người dân đều vui mừng, có tướng Nguyễn Trọng Quế ở đồn Lao Khê dẫn người lại xin đầu hàng, Chúa bèn phong cho chức Phó Vệ úy.
Sau khi binh lính ăn Tết xong, Trịnh Doanh tiếp tục kế hoạch đánh vào Hương Canh. Ngày mồng 6 Tết, hai cánh quân Trịnh hạ trại ở sát đồn này. Hai bên giằng co rất lâu chưa phân thắng bại, phản quân bắn súng, đạn ra như mưa khiến quân triều đình không tiến lên được. Trịnh Doanh đưa kiếm cho tì tướng Nguyễn Phan, hạ lệnh phải thắng bằng được, nếu không phải xử theo quân pháp. Phan ra sức đốc thúc tướng sĩ, cố sức đánh, phá tan được. Danh Phương thu nhặt số quân còn sót lại giữ đại đồn Ngọc Bội.
Ngày mồng 9 (tức 4 tháng 2 năm 1751), chúa sai đặt quân mai phục ở địa đầu xã Quất Lựu. Đêm hôm đó phản quân bỏ chạy về hướng có mai phục và bị thua một trận lợn. Ngày hôm sau, Chúa cưỡi voi lên núi Quất Lựu đốc thúc quân lính, bắt được nhiều quân nổi dậy. Khi về trại, ông ra lệnh phạt tướng Nguyễn Trọng Thân 50 quan tiền vì khinh suất tiến quân mà không đợi lệnh trên. Quân Trịnh nhắm thẳng đến 3 đại đồn của Nguyễn Danh Phương ở núi Ngọc Bội, Quải Đăng và núi Phí. Ngày 8 tháng 2, Chúa chia quân làm 4 đạo tả, trung, hữu, hậu đóng trại ở các núi quanh căn cứ của Phương. Sáng hôm sau, quân Trịnh chiếm được các đồn ở núi Phí và núi Chợ Trời. Hoàng Ngũ Phúc lại xin đánh tiếp đồn Thanh Lãnh. Trịnh Doanh muốn đích thân đốc chiến, các quan thấy trời rét đường hiểm nên đều can ngăn, nhưng không được.
Ngày 17 tháng 2, khi đường đi từ núi Huyền Doãn đến núi Phí đã được khai thông, Chúa bèn dẫn đầu ba quân mà tiến lên, đến ngọn núi cao nhất để quan sát địa thế. Quân giặc thấy đích thân chúa Trịnh đến thì kinh hãi, hơn 30 đồn đều tự tan vỡ. Đêm hôm ấy, Chúa đóng quân ở núi Phí, núi cao gió mạnh, mà trời lại rét đậm, Chúa bèn sai lấy củi đốt lửa cùng các bề tôi đi theo ngồi sưởi, lấy chiến bào làm gối, tre nứa làm giường, bữa ăn chỉ có một nón thịt hoẵng.
Ngày 18 tháng 2, Đàm Xuân Vực đốc quân tiến vào nơi ở của Nguyễn Danh Phương là núi Ngọc Bội. Trịnh Doanh theo sau, đi bộ từ núi Phí vào Thanh Lãnh, cưỡi voi vẫy quân tiến đánh. Quân nổi dậy lui về núi Yểm Nhĩ, quân Trịnh tiến chiếm đồn Ngọc Bội. Nguyễn Danh Phương chỉ một mình trốn thoát vào vùng núi Độc Tôn rồi lại bỏ chạy tiếp, Trịnh Doanh bèn sai Đàm Xuân Vực lùng bắt ông ta còn mình lui về Hướng Canh.
Ngày 23 tháng 2, ông hạ lệnh giết các tướng địch gồm 41 người đầu sỏ, còn lại thì tha cho. Đầu tháng 3, quân Trịnh đã lùng bắt được Nguyễn Danh Phương đang giả làm lính bị thương bỏ trốn, tại xã Tĩnh Luyện, huyện Lập Thạch. Ngày 19 tháng 3 năm 1751, Trịnh Doanh mở tiệc khao thưởng tướng sĩ trong trận chiến này. Giữa lúc đó chiếc xe tù chở Nguyễn Hữu Cầu cũng được đưa tới doanh trại ở Hương Canh. Chúa Trịnh bèn nghĩ trò vui, bắt Cầu thổi sáo, Phương rót rượu, ba quân vui mừng reo vang như sấm. Chiến dịch này của chúa Trịnh Doanh, tính từ khi ra quân đến khi giành chiến thắng là 43 ngày. Sau chiến thắng, Chúa sai các văn thần Nguyễn Tông Quai, Dương Công Chú, Nguyễn Bá Khánh, Nguyễn Đình Khôi đi trấn an người dân các lộ Sơn Tây, Thái Nguyên, Kinh Bắc vốn bị thiệt hại nặng nề do chiến tranh liên miên nhiều năm, và khuyên họ trở về yên nghiệp.
Ngày 23 tháng 3 năm 1751, Trịnh Doanh ca khải hoàn về kinh sư, ngày 25 đến xã Đông Ngạc huyện Từ Liêm ngụ ở nhà của Đỗ Thế Giai.. Cuộc hành quân này của Trịnh Doanh, theo Tứ bình thực lục, diễn ra rất nghiêm túc, quân đi tới đâu cũng không hề đụng chạm vào bất cứ của cải nào của dân, thậm chí có nơi dân địa phương còn không biết có quân đi ngang qua. Sau khi về triều, ông cho đem Nguyễn Hữu Cầu và Nguyễn Danh Phương làm lễ hiến phù ở Thái Miếu và ngoài cửa cung vua Lê. Tháng 5 năm đó, Cầu, Phương và 17 tướng nổi dậy khác bị xử tử, đem đầu của Cầu và Phương đi bêu ở các trấn.
Đến năm 1752, quân Trịnh do Đàm Xuân Vực chỉ huy đã tiêu diệt được lực lượng của thủ lĩnh Tương ở Sơn Tây, Tương bị tử trận. Kể từ đó, các lộ phản quân đã được bình định hầu hết; chỉ còn lại Hoàng Công Chất ở miền núi phía Bắc và Lê Duy Mật ở Trấn Ninh, song thế lực suy yếu hơn trước rất nhiều. Đến năm 1755, thấy tình hình đã tương đối ổn định, Trịnh Doanh mới giải tán phủ binh và đợi đến khi có việc đánh dẹp mới gọi trở lại.

### Xây dựng đất nước
Sau năm 1751, hòa bình đã trở lại trên gần như toàn bộ vùng đồng bằng sông Hồng. Tuy nhiên hậu quả mà phong trào nồng dân để lại là khá nặng nề: đồng ruộng bị bỏ bê, đất nước trở nên nghèo túng và thưa thớt dân cư, nhất là những nơi như Hải Duơng đã ghi nhận tình trạng đồng ruộng biến thành đất hoang, người dân phải ăn cả thịt rắn hay thịt chuột .... Theo Nguyễn Thành Khôi, những điều này sẽ là điềm dự báo cho sự sụp đổ của chính quyền họ Trịnh bởi cuộc khởi nghĩa Tây Sơn hơn 30 năm sau.

#### Những chính sách cai trị
Ngay sau khi lên ngôi Chúa, Trịnh Doanh ban hành 15 điều cải cách, chủ yếu là việc bãi bỏ  giám ban mà Trịnh Giang đặt ra, khôi phục hai ban văn võ theo chế độ cũ; xá miễn tô thuế cho dân; đình chỉ các công việc xây dựng tốn kém, ngăn cấm việc hối lộ và nhũng nhiễu của quan lại đối với người dân.... Ngay sau đó, lại có những chính sách khoan hồng và khôi phục chức tước với các quan bị tội dưới thời Trịnh Giang như Lê Anh Tuấn, Đỗ Bá Phẩm, Nguyễn Thọ Trường, Đào Hoàng Thực, Vũ Công Trấn, Lê Trọng Thứ, Lê Vĩ,...
Sang năm sau, chúa cấm thu các thứ tiền án phí và không được tịch biên đồ làm ruộng và trâu bò của dân. Năm 1746, ông cho lập lại thuế muối đã hủy bỏ thời Trịnh Giang, để có thêm tiền đánh dẹp các cuộc nổi loạn, cứ 50 mẫu ruộng muối thì nộp 40 hộc muối, tương đương 30 tiền.
Trịnh Doanh rất hăng hái về chính sự. Mỗi khi ra coi triều, ông đều tiếp các quan với lời lẽ ôn hòa và khuyến khích họ tâu bày thật nhiều. Chúa còn hạ lệnh đặt chuông và mõ ở cái điếm về cửa phía tả phủ đường. Có người nào trình bày công việc hiện thời và người nào có tài mà tự mình tiến cử, thì đánh chuông; người nào bị các nhà quyền quý ức hiếp và người nào có sự oan uổng chưa được bày tỏ, thì đánh mõ; rồi làm giấy tờ niêm phong kín dâng lên để chúa biết.
Nguyễn Quý Cảnh là người có công đầu trong việc đưa Trịnh Doanh lên ngôi nên rất được tin dùng trong những năm đầu Chúa trị vì. Nhưng đến tháng 2 năm 1741, ông chủ trương bác bỏ những ưu đãi dành cho ưu binh (tức binh lính hai xứ Thanh, Nghệ - đồng hương của chúa Trịnh). Bọn ưu binh tức giận, cùng nhau đến phá nhà, lùng tìm Quý Cảnh để giết, Quý Cảnh phải trốn vào phủ Chúa. Chúa sau đó cho tra hỏi bắt giết người cầm đầu việc nổi loạn. Còn những người khác, đều bắt buộc vào khuông phép cấm đoán nghiêm ngặt. Nhưng ưu binh kêu ngạo, hung hãn đã thành thói quen, chung quy không thể nào kiềm chế được.
Tháng 2 năm 1742, xét thấy Nguyễn Ngọc Huyễn, đốc trấn Cao Bằng có nhiều thành tích trong việc trị dân địa phương, Trịnh Doanh triệu ông này về triều ban cho chức Tả Thị lang bộ Hộ và Hành tham tụng trong phủ Chúa.
Tháng 3 năm 1742, Trịnh Doanh cho đặt cái ống bằng đồng ở cửa phủ, hạ lệnh cho người có việc hoặc người bị oan ức làm tờ tố cáo bỏ vào trong ống, cứ 5 ngày người có trách nhiệm đem ống ấy tiến trình. Lúc ấy, nhiều người có thư tố cáo quan lại tham nhũng nhưng phần nhiều không có chứng cứ. Rốt cục ông theo lời Tả chính ngôn Lê Trọng Thứ mà bỏ cái ống ấy đi.
Tháng 3 năm 1743, Chúa hạ lệnh các quan Tham tụng phải thay phiên nhau túc trực đêm trong phủ đường, để Chúa khi cần sẽ gọi dậy để hỏi han công việc.
Năm 1749, Trịnh Doanh sai Lê Quý Đôn biên soạn Đại Việt thông sử, gồm ba quyển, chép việc đời Lê Thái Tổ và đời nhà Mạc. Sau đó lại cử Ngô Thì Sĩ soạn Việt sử tiêu án, đính chính một số sai lầm trong Lê sử.
Tháng 6 năm 1751, chúa chấn chỉnh chức trách các viên quan giữ việc chính trị bèn hạ lệnh cho tham tụng Nhữ Đình Toản châm chước điển lệ các triều, xếp đặt quan chức phẩm trật thành từng loại, gọi là "Tấn thân thực lục". Lại ban hành 9 điều nói rõ chức trách công việc các quan trong kinh, ngoài trấn:
1. Giúp đỡ vua làm cho bụng nghĩ của vua được ngay thẳng.
2. Phân biệt, kén chọn quan lại.
3. Bàn định chính sách đối với dân.
4. Định kỷ luật quân ngũ.
5. Xếp đặt việc chi dùng trong nước.
6. Sách tỏ về thể lệ kiện tụng.
7. Bàn định việc tính toán chi thu.
8. Việc thưởng, việc phạt phải cho đúng lẽ.
9. Hiệu lệnh phải tin thật.

Đầu năm 1756, Trịnh Doanh có ý dời đô sang Cổ Bi, bèn cho xây dựng cung điện ở đó và đích thân ông đã đến xem xét một lần, nhưng về sau do Doanh bận rộn việc chính sự nên việc dời đô đã không được tiến hành.

#### Việc phúc lợi xã hội

Tranh vẽ một gia đình ở Đàng Ngoài thời Lê - Trịnh.

Chúa Trịnh Doanh thấy tình cảnh khó khăn của người dân lúc đó, lại đọc sách thấy có phép tỉnh điền từ thời Hoàng Đế bên Trung Quốc theo đó muốn người giàu người nghèo đều được chia ruộng như nhau để công bằng thuế khóa và lực dịch. Nhưng đình thần bàn rằng phép tỉnh điền ấy đã bị bãi bỏ từ lâu, không còn sổ sách nào ghi lại, mà nước Việt trước đây cũng chưa có tiền lệ dùng phép này. Vả lại tình hình trong nước chưa yên, người nghèo khổ phiêu bạt chưa chắc trở về còn bọn người giàu thế nào cũng ngăn trở; nên chưa thể tiến hành ngay lúc đấy được. Chúa cho là phải, đành bỏ ý kiến đó.
Trong những năm Long Đức (1732 - 1735), do trong nước xài tiền đồng. Đến lúc chiến sự cần phải mua lương thực, triều đình lại đổi bằng bạc, bọn nhà buôn nhân đó tìm cách, đầu cơ mà hạ giá bạc xuống, khiến việc lương thực cho quân lính gặp khó khăn. Tháng 8 năm 1740, triều đình sai quan phụ trách, thống nhất giá chợ cho đồng bạc, mỗi chợ lại đặt một người trưởng lo việc kiểm nghiệm bạc thật, bạc giả mà cho mua bán. Bởi thế giá bạc được bình ổn, các phú thương không còn cách hạ giá để cầu lợi được nữa.
Tháng 4 năm 1741, Chúa Trịnh đem 4 điều căn dạn các quan trong ngoài: cho thuyền buôn thóc thông hành buôn bán; miễn tiền lễ tạ của dân nghèo bị kiện; cấm con em quyền quý ỷ thế cướp bóc dân lành; và những người đi việc công nếu không có bài cấp thì không được dùng trạm chuyển đệ. Sau đó có lệnh cho lấy gạo công nấu cơm, cháo để phát chẩn cho dân lưu tán ở miền đông bắc.
Tháng 5 năm đó, triều đình áp dụng chính sách cấp lộc điền cho các quan văn: viên quan nhất phẩm được cấp 50 mẫu, từ viên quan nhị phẩm đến bát phẩm mỗi phẩm trật rút dần đi 5 mẫu. Việc này giao cho Hộ phiên tùy theo sự thuận tiện của từng người mà cấp ruộng, gọi là "liêm điền". Trịnh Doanh còn cho đặt chức nông quan ở bốn trấn, để chấn hưng nông nghiệp; và khuyến khích binh lính cày ruộng những khi việc binh nhàn rỗi, để khắc phục khó khăn về lương thực trong quân đội.
Đầu năm 1742, Chúa sao quan tam ty ở Thanh Hoa phát 15 vạn thóc do dân vì nơi này đang gặp nạn đói. Cuối năm đó, vì việc chi dùng trong nước không đủ, bầy tôi trong phủ chúa xin tạm thời bổ thêm "tiền gia tô" cho ruộng tư, mỗi mẫu đều nộp 30 đồng, thu vào hai mùa đông và hạ. Về sau, việc này bèn thành thể lệ nhất định.
Tháng 3 năm 1743, Chúa Trịnh Doanh hạ lệnh bãi bỏ thuế sở trần và thuế bến đò để khuyến khích việc buôn bán trong nước. Tháng 3 năm 1746, vì thực trạng người làm quan không có lương bổng thường xuyên, bổng lộc phải trông vào việc kiện tụng. Những việc tra khám, luận tội, hoặc giam giữ người can phạm, hoặc quan dưới đệ án văn lên quan trên, quan trên bác bỏ lời xét án của quan dưới, phần nhiều làm không hợp lý. Văn thư trong triều đường chính phủ, việc kiện tụng chiếm đến một nửa. Viên quan có trách nhiệm phải ứng phó luôn ngày không lúc nào rỗi, rất là đáng chán. Đến nay, hạ rõ cấm lệnh, việc gì cấp bách không tổn hại thì không được tố cáo, phát giác. Lệnh cấm này cốt mong để ngăn bớt kiện tụng, nhưng tập tục đã thành thói quen, chung quy không thể thay đổi được. Rồi thậm chí có việc giết người, làm hại người, nếu sự chủ không phát giác, thì quan dầu có biết cũng không bắt tội vào đâu được.
Tháng 2 năm 1748, các quan chấp chính tâu về việc thuế đánh vào ruộng đất giảm quá nhiều dẫn đến không đủ cho chi dùng, triều đình bèn chia ruộng ra làm 2 hạng để thu thêm mỗi năm 3 hoặc 4 mỗi mùa vụ.
Đầu năm 1750, khi bạo loạn trong nước vẫn chưa dẹp yến, chúa ban bố 12 điều hiểu thị trong kinh ngoài trấn 
1. Viên đại thần vào hạng thân thích, hạng có công, tâu bày công việc, làm tờ niêm phong kín dâng nộp.
2. Viên chưởng phủ và tham tụng tùy từng việc mà dâng điều hay, ngăn điều dở.
3. Viên thống lãnh các đạo quân phải xếp đặt công việc kỷ càng cho hợp lẽ phải.
4. Viên ngự sử khi đàn hặc đứng đối diện với hàng nghi trượng.
5. Cấm nhà quyền thế ức hiếp người khác.
6. Viên thiêm sai khám xét kiện tụng phải theo lẽ công bằng.
7. Viên nội sai chi ra thu vào phải rõ ràng cẩn thận.
8. Trăm quan phải kính cẩn làm đầy đủ chức phận.
9. Binh lính phải có kỷ luật, không được sinh lòng kiêu căng, lười biếng.
10. Dân phải theo lệnh trên, các hào mục trong làng không được quấy nhiễu dân.
11. Cấm sở tuần ti đánh thuế trái pháp.
12. Răn cấm lại dịch tiết lậu việc quan hoặc lười biếng bỏ việc.

Từ sau các cuộc nổi dậy nông dân, dân ở các nơi bị điêu tàn, các huyện Chương Đức, Mĩ Lương, Yên Sơn và Thạch Thất bị phiêu tán nhiều hơn cả; nên vào năm 1752, triều đình bèn sai sứ thần chia nhau đi yên ủi chiêu tập nhân dân. Năm sau, vì binh lửa đã tạm lắng nên giảm số đinh cho phủ Kinh Môn và Nam Sách thuộc Hải Dương; lấy quân lính đi đánh giặc đã được rút về, phân phối đi cày cấy ở các lộ, tích trữ thóc lúa, để việc phòng bị nơi biên giới được đầy đủ. Trịnh Doanh cũng hạ một sắc lệnh cấm người dân đánh bạc vào màu xuân năm 1757 và đặt quan khuyến nông ở các lộ năm 1754. Những chính sách cải cách của Trịnh Doanh ít nhiều đã có những hiệu quả: những tài liệu lịch sử còn lại cho thấy dưới thời Lê Cảnh Hưng (1740-1786) đã có những năm được mùa, đời sống khá ổn định.
Mùa xuân năm 1758, triều đình định lại thể lệ phúc khiếu về việc kiện tụng. Theo thể lệ cũ, nếu người dân có ý kiến với phán quyết của bán án thì có thể kháng cáo lên cấp trên, từng cấp một đến sáu bộ và Ngự sử đầi là kết thúc, nếu người nào còn có sự oan uổng, mới được làm tờ khải trình bày đầy đủ kêu xin xét lại, nhưng sau nhiều người trái thể lệ, tố cáo vượt cả thứ tự, nên nay hạ lệnh cấm rõ. Tuy nhiên vẫn không sao ngăn cấm được.
Năm 1760, vì được mùa, triều đình hạ lệnh cho dân nộp thóc sẽ trao cho quan chức: 6 vạn bát quan trao chức tri phủ, 4 vạn bát quan trao chức tri huyện... Sử cũ đánh giá:
Phủ huyện là người tiêu biểu của dân, triều đình giao phó cho cai trị hàng trăm dặm đất, trách nhiệm không nhỏ. Thế mà lại cho người nộp của để làm quan ở phủ huyện, vậy thì coi việc vui mừng việc đau khổ của dân, chẳng phải cũng quá khinh thường lắm sao?

#### Việc thi cử
Triều Lê Trung Hưng từ năm 1677 đã định lệ thi Hương, gọi là thể "tứ trường": do các xã trưởng khảo hạch học trò trong xã mình, chọn những người ưu tú nhất tiến cử lên huyện, huyện lại tuyển những người ấy cho vào thi đủ 4 thể văn bốn kỳ. Người nào đỗ cả 4 kỳ ấy thì được vào thi chung với những người chỉ đỗ 3 kỳ ở các khoa trước, những quyển thi xếp riêng để đưa quan trường xét duyệt; Vì thế, người có văn học ít bị bỏ rơi. Đến năm 1721, bỏ thể lệ khảo hạch ở xã, mà ở huyện cho thi 2 lần về làm thơ và văn sách. Những người vượt qua vòng này được lập thành danh sách rồi lên ti Thừa chính để thi một lần nữa, chia những người đỗ làm 2 hạng sảo thông và thứ thông. Rồi mới đến khoa thi chính thức, người vào hạng sảo thông mà được dự trúng ba kỳ, gọi là "sảo thông sinh đồ", chỉ có "sảo thông sinh đồ" mới được vào thi kỳ đệ tứ. Nếu người "sảo thông" nào khi thi không trúng được ba kỳ, sẽ mất cả "sảo thông". Còn người vào hạng "thứ thông" mà dự trúng ba kỳ chỉ được là "sinh đồ", mà không được vào thi kỳ thứ 4. Đến khoa sau, những sinh đồ này lại được khảo lại một lần nữa, người nào dự trúng mới được cùng hạng "sảo thông sinh đồ" vào thi đối sách kỳ đệ tứ. Vì thế, học trò tranh nhau nhận "sảo thông" là hạng hơn. Đến năm 1741, triều đình bàn khôi phục chế độ tứ trường mà bỏ phép sảo thông. Do đấy, con em nhà quyền thế nào cậy có thể dùng tiền tài và quan hệ để mua chức.
Về sau triều đình nhận ra tai hại ấy, nên Trịnh Doanh lại bỏ phép thi "tứ trường", cho khôi phục lại phép thi "sảo thông" vào năm 1747. Cũng trong kỳ thi năm ấy, vì nghi ngờ có chuyện gian lận, nên Chúa lại cho phúc khảo cống sĩ ở Trung Sa; nhưng vì thời buổi loạn lại nên chỉ loại bớt có 2, 3 phần mười mà thôi.
Đến năm thứ 1750, Chúa theo  lời bàn của Đỗ Thế Giai, thay đổi phép thi, ở huyện khảo hạch hai lần, tùy theo huyện lớn huyện nhỏ mà lấy số người thi đỗ khác nhau, người trúng tuyển gọi là cử tri. Ngoài ra, con trai từ 10 tuổi trở lên, nếu mà nộp 3 quan tiền thì được miễn kỳ khảo hạch này, gọi là tiền thông kinh. Những người được vào thi theo cách ấy, dân gian thường gọi họ là "sinh đồ ba quan". Đó là do thời buổi khó khăn nên nhà nước cần có nhiều tiền để phục vụ cho việc đánh dẹp. Bởi thế tệ nạn xảy ra. Sách Cương mục chép rằng
"Người làm ruộng, người buôn bán, tên đồ tể đều hớn hở nộp quyển đi thi. Ngày vào trường thi, học trò giày xéo lẫn lên nhau đến nỗi có người chết. Trong trường thi thì kẻ mang sách, kẻ mướn người làm bài hộ một cách công khai, quan trường cùng người gian trá khác chi các chợ.
Năm 1753, do Nguyễn Công Thái được bổ dụng làm Tham tụng, lại khuyên Chúa bỏ lệ tiền thông kinh. Đến năm 1765, Công Thái bị bãi chức, Đỗ Thế Giai lên thay lại cho khôi phục thể lệ thông kinh này:  huyện lớn lấy 70 người, huyện vừa 50 người, huyện nhỏ 40 người, người nào khảo hạch không trúng, theo thể lệ nộp tiền thông kinh, cũng được vào thi.
Hiện tượng gian lận thi cử, tư túi nâng đỡ cho người thân thích vẫn tồn tại trong thời kỳ này, thậm chí bê bối này còn dính dáng tới tận phủ Chúa. Sách Vũ trung tùy bút của Phạm Đình Hổ kể lại sự tích khoa thi năm Giáp Tuất (1754), khi đó bà vợ cả của Chúa, tức Chính phi Nguyễn Thị Ngọc Vinh, người xã Thịnh Mỹ, huyện Lôi Dương, trấn Thanh Hoa có người em là Nguyễn Mậu Dĩnh, vốn không mấy thực tài, cũng tham gia vào kì thi ấy. Chính phi đã mật bảo kẻ lại phòng chuyên làm nhiệm vụ trong trường thi tìm quyển của Mậu Dĩnh đánh dấu để giám khảo biết. Vì thế Mậu Dĩnh vượt qua được cả 3 kỳ khảo hạch đầu trong tứ trường. Nhưng đến kỳ thứ 4, thì bài của Dĩnh không hiểu sao đã bị đánh rớt. Chính phi bèn xin với Chúa cho lấy những quyển văn chương uẩn súc trong các bài thi hỏng đem tiến trình, cho mình rút lấy một quyển với lý do cho rộng đường cầu lấy nhân tài. Chúa vẫn theo lời bà phi, đem những bài đánh hỏng cho bà rút. Bài của Mậu Dĩnh được dặn là đánh dấu đặc biệt, nhưng người lại phòng do hoang mang chỉ nhớ tên Dĩnh, vì thế đánh nhầm vào một sĩ tử là Võ Huy Dĩnh, kết quả Huy Dĩnh là người được trúng cách. Tác giả Phạm Đình Hổ cho rằng đây là chuyện "học tài thi phận", có khi thi đỗ cũng là nhờ may mắn.

### Vấn nạn kiêu binh
Vì trên lý thuyết vẫn là phận bề tôi; nên việc các chúa Trịnh nắm quyền hành đất nước vẫn là "danh bất chính, ngôn bất thuận", nên để đề phòng và trấn áp mọi sự chống đối ngay từ đời chúa đầu tiên là Thành Tổ Triết vương Trịnh Tùng, họ Trịnh đã chú trọng tổ chức một quân đội trung thành để bảo vệ uy quyền. Quân đội đóng ở kinh thành đều chuyên lấy từ người ba phủ xứ Thanh Hoa (lính Tam phủ) và bốn phủ xứ Nghệ An, tức là quê hương của các Chúa Trịnh. Họ được gọi là Ưu binh vì có những ưu đãi đặc biệt so với Nhất binh là lính được tuyển từ các trấn ở vùng đồng bằng Bắc Bộ: được cấp lộc điền rất hậu, con cháu được miễn sai dịch ... Do những ưu đãi đó nên ưu binh thường ỷ thế kiêu căng, lộng hành, nhất là trong thời buổi loạn lạc, tiếng nói của binh sĩ có trọng lượng hơn hẳn. Họ tự cho mình là những người cầm gươm giáo đi dẹp loạn nên không chịu bị lép vế trước những quan văn chỉ biết đọc sách và rao giảng đạo lý, nên thường lăng nhục các triều quan và cả dân chúng, dần người ta gọi bọn này là "kiêu binh".
Khi Trịnh Doanh nắm quyền (1741), kiêu binh ỷ thế lập được nhiều công trạng đánh dẹp khởi nghĩa nông dân, nên lên tiếng đòi chức quyền hậu thưởng, cả những người không dự vào hàng quân công cũng đòi hỏi ban thưởng. Khi ấy Tham tụng là Nguyễn Quý Cảnh cho là không hợp lệ nên bác bỏ đi. Họ tức giận bàn với nhau rằng: Chú đậu Hương cống mà làm Thượng thư thì theo lệ nào. Rồi kéo nhau đến phá nhà và đòi giết Quý Cảnh. Quý Cảnh phải trốn vào phủ nhờ sự che chở của Trịnh Doanh mới thoát chết. Về sau những năm cuối của họ Trịnh, kiêu binh ngày càng càn rỡ không còn ngăn cấm được nữa, và là một trong những nguyên nhân dẫn đến sự sụp đổ của chính quyền Lê - Trịnh.

### Việc ngoại giao và việc cấm đạo

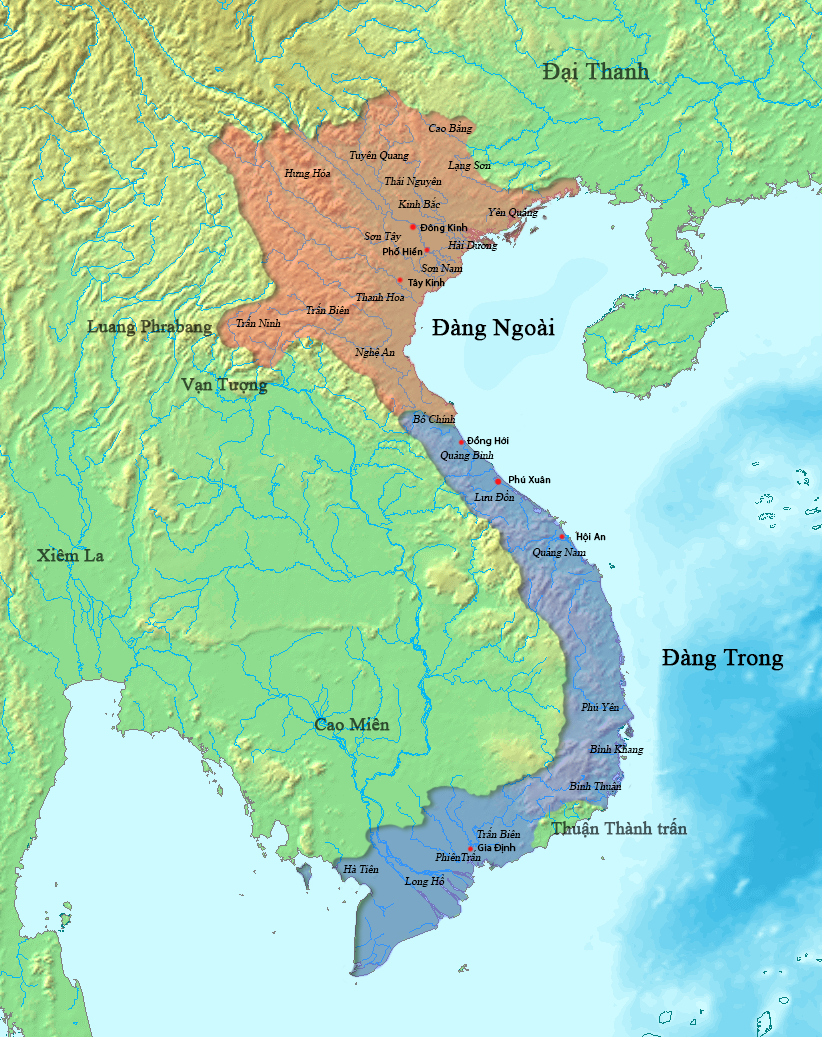
Đại Việt năm 1757.

Đối với các đạo từ phương Tây du nhập vào, chính quyền Đại Việt chủ trương ngăn cấm. Chính sách này đã có từ thời Trịnh Tạc. Đến năm 1754, Trịnh Doanh lại ra lệnh cấm đạo một cách rất ngặt, không cho dân theo đạo, và lại giết cả các đạo trưởng và đạo đồ. Nhưng người dân chết cũng không bỏ, không ngăn cấm vào đâu được.
Mùa hạ năm 1747, người Lạc Hòn đến xin cống sản vật địa phương và xin quy định kỳ hạn cống. Triều đình bàn rằng cứ 3 năm cho họ cống voi một lần như lệ với người Trấn Ninh, Cao Châu, còn các sản vật khác thì tùy nghi. Sau đó tù trưởng xứ ấy lại xin cống voi trắng nhưng Chúa không nhận.
Tháng 6 năm 1755, thủ lĩnh tộc Bồn Man ở Trấn Ninh là Bồn Xà đến cống nộp cho triều đình, mà bức thư dâng lễ cống của không xưng họ tên gì cả. Trong thư xin cho 6 năm một lần dâng lễ cống, và xin cấm chỉ sứ thần Ai Lao không được đi qua cảnh thổ của Trấn Ninh. Các quan trong phủ Chúa không chấp nhận; bèn hỏi vặn sứ thần Trấn Ninh ngay trước mặt, và đòi họ lễ cống mỗi 3 năm, và trong thư dâng lễ cống phải viết đủ họ tên người tù trưởng; còn đường sứ thần đi cũng không thay đổi.
Trước kia, khi sứ thần Ai Lao sang Thăng Long đều đi qua địa phận Trấn Ninh, và dân nơi đây thường bị sứ thần Ai Lao hà hiếp quấy nhiễu, bọn Bồn Xà lấy làm khổ sở nên mới có ý xin cấm sứ thần Ai Lao đi ngang qua địa phận. Đầu năm 1756, Bồn Xà sai người cáo tố với triều đình, xin phái quan quân hộ tống, kiềm chế sứ thần Ai Lao. Trịnh Doanh chuẩn y, cho rút bớt số phu trạm đệ, và sức răn bảo sứ thần Ai Lao không được quấy rối Trấn Ninh. Đầu năm 1757, đến lượt Ai Lao dâng thư cho chúa Trịnh kể việc Trấn Ninh ngăn trở đường đi dâng lễ cống, và xin hội binh đánh Trấn Ninh . Trịnh Doanh cùng bầy tôi bàn luận, cho rằng người Ai Lao nói vậy chẳng qua là muốn tìm cớ để chiếm đất của Trấn Ninh. Bèn làm văn thư dụ bảo hòa giải và từ chối quà tặng của Ai Lao. Một mặt khác, triều đình lại sai người đến dụ bảo Trấn Ninh nên hòa hiệp với Ai Lao, không nên gây hấn khích.
Tháng 11 năm 1761, nhân sứ thần nhà Thanh đến Thăng Long, Trịnh Doanh tìm cách phô trương nhân tài trong nước đông đúc, nên sai bầy tôi văn học như bọn Ngô Thì Sĩ giao thiệp ứng đối về việc giấy tờ. Sứ nhà Thanh có lời khen ngợi những bọn Thì Sĩ.

### Quan hệ với vua Lê
Trịnh Doanh quan tâm đến việc thu phục lòng dân. Trước đây năm 1735, vua Lê Thuần Tông mất, đáng lẽ phải lập hoàng tử Duy Diêu đã lớn tuổi lên nối ngôi, song Trịnh Giang lại phế bỏ Duy Diêu để lập em út của Thuần Tông là Duy Thận, người từ nhỏ được nuôi dạy trong phủ Chúa, là vua Lê Ý Tông. Đến khi Trịnh Doanh lên ngôi, nghĩ rằng theo đúng phép tắc cần phải tôn lập Duy Diêu để thuận lòng người.
Ngày 14 tháng 6 năm 1740, tức là 5 tháng sau khi nắm quyền, Trịnh Doanh buộc vua Lê Ý Tông nhường ngôi cho Duy Diêu, tức là vua Lê Hiển Tông. Ý Tông lên làm Thượng hoàng, ra ở điện Kiến Thọ.
Tháng 6 năm 1754, Trịnh Doanh lấy cớ rằng trong nước mới bình yên, bắt các quân lính phô trương sức mạnh, mời Lê Hiển Tông ngự ra xét duyệt, trăm quan làm lễ chầu mừng. Bèn hạ lệnh cho thủy binh bày hàng chiến thuyền ở giữa sông, dung nghi quân sĩ rất tề chỉnh, bơi chèo ngược dòng nước, thuyền phóng đi như bay. Nhà vua rất bằng lòng, gần tối, xa giá trở về cung. Tháng 3 năm 1755, vua Lê Hiển Tông sai Tham tụng Nguyễn Công Thái đem chiếu chỉ gia phong Trịnh Doanh làm Đại Nguyên soái Tổng quốc chính Thượng sư Thượng phụ Anh Đoán Văn Trị Võ Công Minh Vương.
Trịnh Doanh có ý kính trọng con trưởng của vua Lê là Thái tử Lê Duy Vĩ vì ông này thông minh và hiếu học. Bà Chính phi họ Nguyễn Mậu chỉ sinh được một người con chúa là Tiên Dung quận chúa Trịnh Thị Ngọc Nhuận. Nhân đấy bà Chính phi xin gả Quận chúa cho Thái tử Vĩ, để ngày sau làm Hoàng hậu, chúa bằng lòng cho. Tháng 9 năm 1759, ông gả Tiên Dung quận chúa cho Thái tử Vĩ, nhưng đến tháng 7 năm sau thì bà Ngọc Nhuận lại qua đời.

### Những năm cuối đời
Cuối năm 1753, Trịnh Doanh phong cho con trai thứ hai là Trịnh Sâm làm Thế tử, bổ dụng Tham tụng Nguyễn Công Thái giữ chức sư phó để dạy Trịnh Sâm. Đến năm 1758, Trịnh Sâm được phong làm tiết chế thủy bộ chư quân, chức Thái úy, tước Tĩnh quốc công, mở phủ Lượng quốc, quyết định công việc nhà nước.
Ngày 30 tháng 12 năm 1761, Thái thượng vương Trịnh Giang mất ở cung Thưởng Trì, được truy tôn là Dụ Tổ Thuận vương. Khi lui về cung Thưởng Trì, Trịnh Giang thường mừng rằng việc tôn miếu có người phó thác, muốn cùng Trịnh Doanh vui chơi. Có lúc hằng năm đều yến tiệc vui mừng, tình nghĩa anh em vẫn gần gũi, thân thiết như cũ. Đến khi Thượng vương mất, Chúa than khóc rất nhiều, lại đến khi rước thần chủ vào miếu, vì cớ Doanh là em của Giang chứ không phải con nối ngôi cha, quần thần bàn tán khác nhau, nhưng cuối cùng vẫn cho thờ ở chính miếu.
Tháng 10 năm 1762, Trịnh Doanh về thăm Thanh Hoa, và hạ lệnh cho dân phu sửa sang tô điểm các thắng cảnh non nước ở núi Dục Thúy và động Bích Đào, việc này khiến người dân phải phục dịch rất cực nhọc. Tháng 6 năm 1763, do tiến cử của Hoàng Ngũ Phúc, Trịnh Doanh dùng Đỗ Thế Giai cho chức Thự phủ sự. Lúc ấy, nội giám Lê Đình Viên và Nguyễn Đình Xuân đều là con nuôi Đàm Xuân Vực, rất được Trịnh Doanh thương yêu. Thế Giai muốn ức chế bọn họ, bèn tra ra việc ghi chép và truyền lệnh trái lệ mà xử bọn Đình Viên tội chết, song Chúa xá miễn cho. Từ đây, quyền bính lớn trong nước lọt vào tay Đỗ Thế Giai cho đến khi ông ta chết vào cuối năm 1766.
Mùa hạ năm 1766, vì Trịnh Doanh giữ chính quyền trong nước đã lâu, bầy tôi xin gia phong tôn hiệu, song ông cho rằng vì gần đây có thiên tai mưa lũ, không phải là thời điểm thích hợp để làm việc đó.
Trước kia chúa Chiêu Tổ Khang vương Trịnh Căn nhường ngôi cho chắt là Hy Tổ Nhân vương Trịnh Cương, mà cha ông của Cương là Lương Mục vương Trịnh Vịnh và Tấn Quang vương Trịnh Bính (tức ông cố và ông nội của Trịnh Doanh) tuy có vương hiệu song không chính thức nối ngôi Chúa (vì mất sớm). Khi Trịnh Cương lên ngôi, triều đình có 2 ý kiến, một phe cho rằng Cương nhận ngôi từ Căn là theo lễ đích tôn thừa trọng, không cần tôn sùng Trịnh Vịnh và Trịnh Bính vào thờ ở chính miếu với các tiên Chúa mà thờ riêng ở Hữu miếu, song Trịnh Cương theo lời Tham tụng Nguyễn Quý Đức nói 2 vị ấy là đích tôn dòng trưởng, đáng được thờ ở miếu chính. Đến đây, Trịnh Doanh lại đổi lập Hữu miếu và dời 2 vị tổ tiên sang đó. Quần thần nhiều người lên tiếng phản đối nhưng ông không nghe.
Ngày 12 tháng 5 năm 1767, Minh vương Trịnh Doanh qua đời, hưởng dương 48 tuổi, đặt tên thụy là Thần Mưu Duệ Toán Thịnh Đức Phóng
Huân Hồng Từ Đạt Hiếu Hoành Mô Đại Liệt Xiển Du Cơ Tích Định Vũ Khai Bình Địch Văn Phu Huấn Viễn Mô Hậu Trạch Ân vương (神謀睿算盛德放勳洪慈達孝宏謨大烈闡猷基績定武開平迪文敷訓遠謨厚澤恩王), miếu hiệu là Nghị Tổ. Thế tử Tĩnh quốc công Trịnh Sâm được phong làm Tĩnh Đô vương, kế thừa ngôi Chúa. Họ Trịnh sau thời của ông càng lún sâu hơn vào con đường suy sụp.

## Giai thoại

### Đức bà Vàng
Bà phi Nguyễn Thị Ngọc Vinh (1724 - 1764), là chính thất phu nhân của Minh Đô vương Trịnh Doanh. Nguyên quán ở người làng Thịnh Mỹ huyện Lôi Dương trấn Thanh Hoa, là ái nữ của Luân quận công Nguyễn Mậu Du.
Từ thuở nhỏ đã được theo học các môn cầm kỳ thi họa, rất giỏi thơ phú và có sở trường làm thơ Quốc âm thể lục bát. Năm 17 tuổi (1740) bà được tiến vào phủ Chúa làm Cung tần. Chúa Trịnh thấy bà xinh đẹp lại làm thơ hay nên rất sủng ái, thắc phong làm Vương phi và yêu quý như vàng, nên người ta hay gọi là Đức Bà Vàng. Có sinh một quận chúa cũng được Minh vương cưng như hạt ngọc trên tay vậy, người ta gọi Quận chúa ấy là Bà chúa Đỏ.
Tháng chạp năm thứ 20 triều Cảnh Hưng (1759), bà phi bước sang tuổi 36 nên sanh lòng đố kị với các cung tần trẻ đẹp. Một hôm thấy chúa đang âu yếm một sủng cơ mới vào cung tên là Thị Mỹ, bà liền cầm hộp trầu mà ném, nhưng ném trúng vào chúa. Chúa giận sai giam bà vào bản dinh ngoại thành Thăng Long. Ở trong lãnh cung, bà được tin con gái duy nhất là Bà chúa Đỏ đã tạ thế (tháng 7 năm 1760), trong đau buồn liền sáng tác bài thơ lục bát dài 72 câu dâng lên chúa. Chúa đọc thơ xong vô cùng cảm động trước thịnh tình của bà phi, bèn cho xe loan ra rước bà về.
Lúc sinh thời Trịnh Doanh thương yêu bà Chính phi, có ý sau khi chết thì chôn cùng một huyệt. Khi Chúa mất, quan tài quàn ở cung Tây Hồ, rồi xong việc tang lễ đến tháng 4 năm đó thì đưa xuống thuyền về chôn ở núi Chân Tiên thuộc xã Trịnh Điện, huyện An Định. Tục truyền khi quan tài được đưa đi, Trịnh Sâm trông thấy bà phi ngồi thuyền đi xuôi theo dòng sông, đến gần thuyền chở quan tài Ân vương thì không trông thấy nữa. Bèn lên bờ sông lạy để tống tiễn, rất là thương cảm. Đến năm 1783 đời chúa Trịnh Tông thì phần mộ của Trịnh Doanh và bà Chính phi được dời sang xã Kim Thành cùng huyện.

## Mộ phần
Hiện nay mộ phần của Nghị Tổ Ân vương Trịnh Doanh và Chính phi họ Nguyễn Mậu (cách mộ Chúa khoảng 200 mét) vẫn còn tại Làng Vàng, xã Yên Thịnh, huyện Yên Định, tỉnh Thanh Hóa. Cho đến trước năm 2018, do những tàn phá của thời gian và hoàn cảnh thiếu chăm sóc đã khiến phần mộ của hai vị xuống cấp nghiêm trọng.
Để ghi nhớ công lao to lớn của chúa Trịnh Doanh đối với đất nước, vào năm 2018, lãnh đạo Sở Văn hóa, Thể thao và Du lịch, huyện Yên Định cùng Hội đồng họ Trịnh Việt Nam và cùng đông đảo nhân địa phương đã tiến hành xây dựng lại khu lăng mộ được khang trang hơn. Công trình được nghiên cứu thiết kế quy hoạch trên khu đất có diện tích rộng gần 4,0 ha; với 10 hạng mục công trình kiến trúc gồm: phần mộ của Trịnh Doanh, phần mộ của Chính phi Nguyễn Mậu, nhà thờ, nhà khách, nhà trưng bày, tam quan, hồ bán nguyệt, khuôn viên cây cảnh, cây xanh bóng mát, đường giao thông, đường dạo và đèn cao áp chiếu sáng... Giai đoạn 1 của dự án được khởi công ngày 15 tháng 9 năm 2018 và đã khánh thành ngày 22 tháng 3 năm 2019.

## Nhà thơ
Giống như Chiêu Tổ Khang vương Trịnh Căn trước đây, Trịnh Doanh không chỉ là nhà chính trị, nhà quân sự, mà còn là một nhà thơ. Thơ của Trịnh Doanh thiên về thơ Nôm. Sinh thời, do địa vị của Trịnh Doanh, thơ ca của ông được lưu giữ khá trọn vẹn nhưng chưa thành tập. Sau khi Trịnh Doanh qua đời, con trai ông là Chúa Trịnh Sâm để sai quan Thị thư Viện hàn lâm kiêm Tư nghiệp Quốc Tử Giám là Phan Lê Phiên thu thập và sắp xếp thành tập, đặt tên là Càn Nguyên ngự chế thi tập. Cả tập thơ này chia làm 4 quyển, tổng số 263 bài, trong đó có 241 bài thơ Nôm và 22 bài thơ chữ Hán. Nội dung chính của tập thơ xoay quanh 3 nội dung chính:
- Quan niệm về tu thân, tề gia, trị nước
- Chỉ bảo, khuyến khích bề tôi làm tròn nhiệm vụ
- Đề, vịnh cảnh vật, cảm hứng.

Thơ của Trịnh Doanh mang phong cách cung đình, hoặc ca ngợi triều đại, công tích, ân huệ trị dân; hoặc vịnh cảnh sông núi, chùa miếu, thiên nhiên,... thể hiện niềm tự hào về văn vật quê hương, đất nước. Những nội dung trên phần lớn do yêu cầu chính trị, quân sự và hoàn cảnh cụ thể quy định. Trịnh Doanh tỏ ra là người coi trọng sử dụng chữ Nôm. Thể thơ chủ yếu mà ông áp dụng là thơ Đường luật, đôi lúc xen với câu 6 chữ, một số ít làm theo thể thơ lục bát hoặc thơ song thất lục bát. Các nhà nghiên cứu văn học đánh giá Trịnh Doanh xứng đáng được xếp vào hàng ngũ các tác gia có tên tuổi của Việt Nam.
Tập thơ này được lưu truyền qua thế kỷ XIX và đến nửa đầu thế kỷ XX được đưa vào kho sách của Viện Viễn Đông Bác cổ Pháp tại Hà Nội. Hiện Thư viện Khoa học xã hội có hai bản chép tay sách Càn Nguyên ngự chế thi tập. Tập thơ này có cả thơ chữ Nôm và thơ chữ Hán, trước mỗi bài đều có lời chú dẫn.
Phan Huy Chú trong Lịch triều hiến chương loại chí cũng luận bàn về thơ Trịnh Doanh
Đến Ân vương [Trịnh Doanh] dụng công về việc làm thơ, làm đến mấy trăm bài, cũng đáng gọi là một vị chúa hiền thích văn. Nhưng tập thơ này đặt tên là Càn Nguyên, cũng là tiếm lạm quá, thế mà các tử thần, bấy giờ biên chép, lại tôn sùng rất mực, coi như thực là thiên tử rồi, sự thế bấy giờ như thế nên phải như thế, có gì lạ đâu
Là nhà chính trị nắm thực quyền điều hành đất nước, chúa Trịnh Doanh muốn đề cao Nho giáo để duy trì trật tự xã hội; đồng thời cũng là để khẳng định, củng cố ngôi vị của mình và thu hút nhân tâm. Tư tưởng Nho giáo "nghĩa, nhân, lễ, trí, tín" rất được đề cao trong các bài thơ của ông. Ví dụ trong bài thơ Ban cung nhân số 1, ông viết
- Ban cung nhân, bài 1:

Nghĩa, nhân, lễ, trí lấy làm đầu,
Chữ tín gồm hay mới mới màu.
Năm ấy ví chăng khuy khuyết một,
Ắt là thành đức lọ tha cầu
Riêng chùm thơ Đạo trí nước, Trịnh Doanh còn bày tỏ trực tiếp lý tưởng chính trị, đạo đức Nho giáo của mình qua việc nhắc đến các vị vua hiền đời cổ như Nghiêu, Thuấn, Thành Thang, Chu Văn Vương..., qua đó ông thể hiện hoài bão muốn xây dựng đất nước với phương pháp tổ chức triều chính theo lề lối của các bậc đế vương thời thịnh trị cổ xưa.
Ngoài ra, Chúa Trịnh Doanh còn sáng tác nhiều bài thơ với mục đích bảo ban các bề tôi tiêu biểu là các chùm thơ: Nhân sự chi huấn (20 bài), Sai các tướng đi đánh trận (40 bài), Sai các quan đi nhận chức (11 bài), Khen, dụ đại thần (21 bài), Úy lạo sứ thần (10 bài), v.v... Lời thơ thường tha thiết, vỗ về, ân cần động viên họ hoàn thành tốt nhiệm vụ chính trị, quân sự của triều đình ... Như bài thơ Ban Tuân quận công, ông viết
- Ban Tuân quận công

Dấy dức ba quân thuở trận tiền,
Tiên khu từng đã trải nhiều phen.
Ruổi rong trước đỉnh tên tam định,
Tóm được trong tay chước vạn toàn.
Hiểm yếu đòi nơi lòng chẳng ngại,
Phiên hàn mấy bức thế càng bền.
Đã Nam thời Bắc công thu vẹn,
Thẻ "dữ đồng" này chói chói tên.
Một phương diện nữa là chùm bài thơ gửi tặng người nhà. Qua những vần thơ, chúa Trịnh Doanh cho thấy mình không chỉ là một nhà chính trị tài ba, mà ở phương diện cá nhân ông cũng là một người sống tình cảm, hòa thuận với anh em, hiếu thảo với cha mẹ.

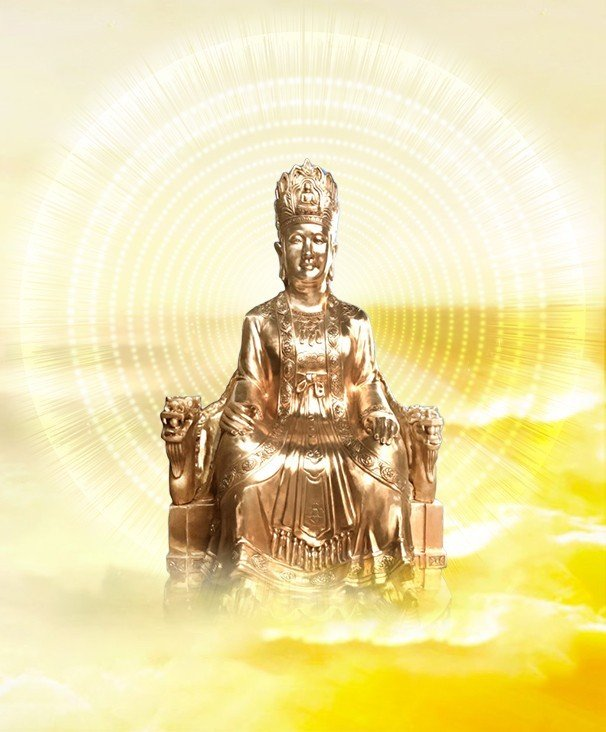
Tượng bà Chúa Me - Trịnh Thái phi Vũ Thị Ngọc Nguyên (1689 - 1751) - mẹ của hai chúa Trịnh Giang và Trịnh Doanh; tại đền thờ thôn Phục Lễ, xã Vĩnh Hồng, huyện Bình Giang, tỉnh Hải Dương.

- Cung đề Nam cung tôn ngự đường[140] (Bài thơ chúa viết tặng mẹ là Thái phi họ Vũ):

| Hán Việt: Cung đề Nam cung tôn ngự đường Tái sinh tái dục quảng khôn nhân, Lợi hỉ vu kim chế độ tân. Lan sở huy hoàng quang chiếu nhật, Huyên đường phúc úc noãn nghênh xuân. Bàn đào điệt chúc hoan đằng bệ, Hải ốc thiêm trù phúc nhuận thân. Nghĩa chí nhân cơ tăng tráng lệ, Truyền gia ức tải bảo thiên thân. | Dịch nghĩa: Thơ đề gửi mẹ hiền ở Nam cung Công ơn sinh thành và nuôi lớn của mẹ rộng vô cùng, Nhân niềm vui hôm nay, chế độ đổi mới. Lan sở rực rỡ, có ánh mặt trời chiếu rọi, Nhà huyên thơm phức, có hơi ấm đón chào mùa xuân. Dưới bàn đào con chúc mẹ vui tràn hiên bệ, Nơi hải ốc thêm thẻ, phúc ấm thân mình. Nền móng nhân nghĩa, tăng thêm vẻ tráng lệ, Xin giữ thư thái trời ban, truyền phúc cháu con vạn đời.. |

- Cung hạ Thưởng Trì cung[141] (Kính mừng cung Thưởng Trì - tức Thái thượng vương Trịnh Giang):

| Hán Việt: Cung hạ Thưởng Trì cung Thức khoách duy tân trạch chính trung Nhất đoàn khánh hội lạc dung dung Hoa hoàn thủy nhiễu hòa phong đệ Liêm viễn đường cao thụy khí nùng Thuận tính thích tình cung thắng thưởng Đối thời hành lạc tiện ung dung Thừa hoan thao mộc vinh hoa sủng Cẩn chúc Nam sơn vạn thọ đồng | Dịch nghĩa: Kính mừng cung Thưởng Trì Quy mô kiểu mới nhà ở chính giữa Khách tới một đoàn, dào dạt niềm vui Hoa vây nước phấn, phúc lành đưa tới Rèm tốt nhà cao, khí tốt tràn trề Thuận theo tính tình hãy cùng nhau tận hưởng Gặp mặt nhau vui vẻ, lòng càng thấy ung dung Nhân mừng vui này ta hãy tắm trong vinh hoa này Em kính chúc anh sống thọ như núi Nam Sơn. |

- Ban hạ Thái trưởng công chúa khang kiện (Ban lời mừng chúc Thái trưởng công chúa mạnh khỏe) [142]

Lời dẫn: Khí nóng đã về tây, gió thu đưa hơi mát đến. Mừng thấy chị yên vui, càng thắm thiết tình sâu trong gan ruột. Bèn làm bài thơ vụng về, tỏ tình cảm chúc mừng
| Hỏa đã tây lưu ứng vận lành Vụ tinh mừng thấy bội quang minh Lọ phiền lô biển gia kim thạch Kíp mảng vun trồng hợp khí thanh Chẳng những gia môn chung vẻ thụy Lại thêm phế phủ thiết trong tình Vẹn gồm chữ phúc năm gồm đủ Thọ khảo càng thêm chữ vĩnh ninh |

- Ban Chính cung[143] (Gửi tặng bà Chính)

| Tần tảo bia nay vẹn đạo thường Tiếng khen đã ngợi giá Nhâm Khương Tài gồm có đức nên nhuần tốt Gấm cài thêm hoa mới rỡ ràng Cù mộc thi còn in vẻ ngọc Kê minh thiên hãy tạc phên vàng Khôn tam đành cậy trông muôn việc Càn ngũ ngoài xem lẽ sửa sang |

- Ban tương vương tôn Trịnh Tông[144] (Gửi tặng cháu nội Trịnh Tông)

| Lân Chỉ xưa đà vịnh quốc phong Thiên hoàng nay lại tỏ dòng trong Siêu phàm cử chỉ gồm nhân hậu Đã xứng truyền nhà bàn thạch tông. |

Chúa Trịnh Doanh xem trọng thơ Nôm và đánh giá chữ Nôm có tác dụng hơn chữ Hán trong việc bảo an, khuyến khích bề tôi và bày tỏ tình cảm với người thân.

## Đánh giá
Tuy mang tiếng đoạt ngôi bất chính (thông qua binh biến), nhưng trong 27 năm cầm quyền của mình, Trịnh Doanh đã chứng tỏ mình là một vị minh quân, một nhà lãnh đạo có năng lực và tầm nhìn, trái ngược hẳn với người anh trai Trịnh Giang trước đó. Nắm giữ vận mệnh quốc gia khi chỉ mới 20 tuổi và trong một tình thế ngặt nghèo, trong thì kiêu binh dấy loạn, lòng dân bất bình; ngoài thì trộm cướp nổi lên như ong, cơ nghiệp có nguy cơ tiêu vong trong sớm tối, Trịnh Doanh đã bình tĩnh giải quyết mọi vấn đề ở cả 2 phương diện. Về chính trị, ông chấn chỉnh bộ máy quan lại, cho đặt ống đồng trước cửa phủ để dân chúng có thể bỏ thư tố giác quan lại sai trái, bãi bỏ nhiều chiếu chỉ sai lầm thời Trịnh Giang, cho giảm bớt việc xây dựng chùa chiền, trả lại ruộng đất cho nông dân; trọng dụng các danh sĩ... Về quân sự, ông thể hiện mình là một nhà cầm quân thành công khi đích thân chỉ huy quân đội dẹp được 2 cuộc nổi loạn của Vũ Đình Dung ở Ngân Già (1741) và Nguyễn Danh Phương ở Tam Đảo (1751), và các tì tướng của ông, tiêu biểu là Hoàng Ngũ Phúc và Phạm Đình Trọng là người thay ông đánh dẹp những cuộc khởi loạn khác. Đến cuối đời Trịnh Doanh, tình hình Bắc Hà cơ bản đã tạm yên, chỉ còn Hoàng Công Chất, Lê Duy Mật còn thoi thóp ở vùng thượng du cùng một vài cuộc nổi dậy lẻ tẻ mà thôi. Sau khi dẹp tan các cuộc nổi loạn, những trong vòng 10 năm sau đó, ông hăng hái xây dựng đất nước, ban hành rất nhiều chính lệnh cải cách nhằm chấn chỉnh triều cương, xoa dịu vỗ về dân chúng; tiếc rằng những cố gắng của ông không thể đưa họ Trịnh trở lại thời huy hoàng như trước, vì nhiều nguyên do chủ quan lẫn khách quan (sự chểnh mảng chính sự của ông những năm cuối đời và đặc biệt là từ những việc làm của vị Chúa kế nhiệm - Trịnh Sâm, ...)
Trong các chúa Trịnh, Trịnh Doanh có cuộc đời và sự nghiệp khá giống với ông tổ 5 đời là Chiêu Tổ Khang vương Trịnh Căn. Trẻ tuổi đã ra mặt trận, tiếp quản khi chiến sự gay go, chuyển thế nguy thành an cho nước nhà, trọng dụng nhân tài chỉnh đốn chính sự, say mê công việc và một cuộc đời không thiếu thi ca, đặc biệt là những bài thơ bằng chữ Nôm. Nói theo thuyết di truyền thì Trịnh Doanh được thừa hưởng dòng máu vừa hùng lược vừa lãng mạn, có pha lẫn sự nghiêm nghị, cứng rắn của tổ tiên. Có khác chăng là Trịnh Doanh không sống thọ được như Trịnh Căn. Có ý kiến cho rằng nếu ông sống thêm được khoảng 30 năm nữa, có thể nhiều biến cố lịch sử của nước Đại Việt đã khác đi. Tuy vậy, các cuộc khởi nghĩa nông dân Đàng Ngoài dù bị dẹp yên nhưng vẫn để lại hậu quả khá nặng nề. Nhân tài vật lực Bắc Hà bị suy sút nghiêm trọng, vì vậy, nhìn nhận một cách khách quan thì thời Trịnh Doanh khôi phục lại cũng không thể phồn thịnh được như thời Trịnh Căn và Trịnh Cương.
Sử gia Phan Huy Chú trong sách Lịch triều hiến chương loại chí, phần "Nhân vật chí" có đánh giá về Nghị Tổ Ân vương Trịnh Doanh:
| “              | Chúa là người thông minh, quả quyết. Lúc mới cầm quyền, bốn phương trộm cướp đang dữ dội, chúa mới thay đổi việc chính, cất dùng hiền tài, sai tướng đem quân quét sạch giặc giã, trong khoảng 10 năm trong nước lại được yên thịnh, công nghiệp trung hưng rực rỡ hơn trước. | ” |
| — Phan Huy Chú | |   |

Trong sách Tứ bình thực lục, sử quan Đại Việt thời Lê ghi nhận:
"Năm Canh Thân (1740), Chúa đã coi giữ muôn việc, sốt sắng làm việc chính trị, mạnh dạn sửa chính sự, dẹp giặc cướp, cắt đặt và sử dụng người ngay người tốt, dung nạp người thẳng thắn, trấn áp kẻ lộng quyền, truất kẻ tham tàn, bớt lao dịch, khoan nhẹ sưu thuế, tiếng nhân từ bay xa khắp. Chính sự triều đình nghiêm trang, trong khoảng mười ngày, khí tượng rực rỡ tươi mới."
Tác giả Tạ Chí Đại Trường trong sách Bài sử khác cho Việt Nam đánh giá cao những tư tưởng dùng người của Trịnh Doanh đã giúp ông có được thành công
| “                   | Trịnh Doanh đã thấy "vùng Đông Nam là nơi đẻ ra của cải, thuế khoá của quốc gia" nên tự điều khiển quân tướng, linh động sử dụng người, không nề hà gốc gác quan văn (Phạm Đình Trọng) lính trốn (Nguyễn Phan), kẻ đầu hàng, cả người tuy thân thuộc nhưng khởi đầu chỉ là kẻ cơ hội (hoạn quan Hoàng Ngũ Phúc)... Ông cũng không bắt tội Phạm Đình Trọng không nghe lệnh chiêu dụ Nguyễn Hữu Cầu, bỏ qua việc Đình Trọng tổ chức quân ngũ riêng ... Rốt lại Trịnh Doanh cũng qua được thời kì nguy khốn những năm 1740-1741... Lời phê của Tự Đức là khá oan uổng: "(Doanh) cũng không phải là người giỏi." | ” |
| — Tạ Chí Đại Trường | |   |

Tuy nhiên cái thành tích tiêu diệt các cuộc khởi nghĩa nông dân của Trịnh Doanh chỉ giúp cơ đồ họ Trịnh kéo dài thêm vài chục năm chứ không thể cứu vớt một cây cổ thụ đã mục nát, bởi ông cũng không thể vượt thời đại của mình - theo Tạ Chí Đại Trường
| “                   | Tuy đã giải tán giám ban để xoa dịu các quan văn võ phải xấu hổ khi thấy bị ghép ngang hàng với người thiến, nhưng Doanh vẫn phải dùng thái giám cầm quân đánh giặc, vài người bị đặt vào thế đứng ở hàng đầu nên càng lúc càng tỏ ra xuất sắc như Hoàng Ngũ Phúc, tuy có người gặp rủi ro như Hoàng Công Kì. Muốn có tính chính danh, Doanh để cho quan triều lo việc thuế má nhưng rốt lại cũng phải giao vào tay nội giám (1755). Thiếu tiền cho nhu cầu quân bị, ông phải thu thuế Gia tô chồng lên thuế chính thức (1742), vẫn phải cho bán quan mua tước ngay lúc mới cầm quyền (1740), rồi thêm một lần nữa trong tám năm sau, không khác chính sách của Trịnh Giang (1736), người bị lật đổ. Cải cách thi cử cũng là dịp cho nhà nước kiếm tiền chi phí quân dụng: Ai nộp ba quan thì được miễn khảo hạch và vào trường thi ngay, cho nên đến ngày thi, học trò xéo lên nhau, có người chết (1750). Hiện tượng làm mất mặt chính quyền về chính sự hãnh diện trí thức của cơ cấu quyền lực đó, cần thiết đến nỗi sau khi bãi bỏ ba năm sau lại phải tiếp tục năm 1765. | ” |
| — Tạ Chí Đại Trường | |   |

Theo Quỳnh Cư và Đỗ Đức Hùng
| “ | Trịnh Doanh khi đă có thực quyền trong tay liền ban hành nhiều quyết định, hợp với lòng người, được quần thần và dân chúng ủng hộ. Chính sách cai trị dưới thời Trịnh Doanh khá chắc chắn và hoàn chỉnh. Nhiều sắc chỉ quy định được ban hành dưới thời Trịnh Cương (đă bị Giang bỏ) nay được dùng lại. Doanh cũng là một viên tướng có tài cầm quân. Trong vòng 10 năm cầm quyền, Trịnh Doanh lần lượt đă đánh tan và dẹp yên các cuộc khỏi nghĩa khắp nơi. Đất nước tạm lắng nạn hỗn loạn ở bên ngoài. Song vì phải tăng cường quân ngũ để dẹp loạn, đặc biệt là quân Thanh Nghệ mà sau này hậu quả tai hại nảy sinh là nạn kiêu binh. Chúa sau Trịnh Doanh đă phải hứng chịu hậu quả ấy. Hơn nữa, do dẹp loạn bằng mọi giá, Trịnh Doanh mắc vào một sai lầm không thể tha thứ là đốt hết sổ sách thư từ, thu nhặt hết chuông khánh các chùa chiền để đúc binh khí. | ” |

Theo Nguyễn Thành Khôi:
| “ | Tất cả thời gian trị vì của vị Chúa này đều dành cho việc bình định đất nước. Chúa được sự trợ giúp của nhiều tướng giỏi. | ” |

| “ | Nguy hiểm đã làm người ta trở nên mạnh mẽ. Trịnh Doanh đã vực dậy tình thế bằng những biện pháp mạnh được áp dụng trong tất cả các lĩnh vực, đặc biệt là trên bình diện quân sự: dừng các công trình xa xỉ, hay miễn giảm thuế, tổ chức lại và củng cố quân đội, tuyển mộ những toán lính mới ở Thanh Nghệ, tỉnh gốc của cấm vệ binh... Trịnh Doanh được nhiều tướng giỏi hỗ trợ sẽ lần lượt đánh dẹp tất cả các cuộc nổi dậy. | ” |

## Gia quyến

### Chính thất
- Trang Trinh Chính phi Nguyễn Thị Ngọc Vinh (1724 - 1764), có nơi chép là Nguyễn Thị Bản, nguyên quán xã Thạnh Mỹ, huyện Lỗi Dương, nay thuộc Thanh Hóa, con gái của Luân quận công Nguyễn Mậu Du (? - 1765). Sinh thời bà phi được nhà chúa sủng ái hết mực, yêu quý như vàng nên thường gọi là Đức bà Vàng.[129]

### Thứ thất
- Từ Trạch Thái phi Nguyễn Thị Ngọc Diễm (1721 - 1784), người làng Thịnh Liệt, huyện Thanh trì (nay là quận Hoàng Mai, Hà Nội), con gái Nam quận công Nguyễn Đình Tư. Mẹ đẻ của chúa Trịnh Sâm.
- Thị nội Cung tần Dương Thị Ngọc Thịnh người làng Long Phúc, xã Thạch Khê, huyện Thạch Hà, Hà Tĩnh. Mẹ đẻ của Thụy quận công Trịnh Lệ.
- Thị nội Cung tần Nguyễn Thị Y, người làng Liễu Ngạn, huyện Siêu Loại, phủ Thuận An, trấn Kinh Bắc, con gái Siêu quận công Nguyễn Gia Châu.[150]
- Thị nội Cung tần Thị Mỹ[129]

### Con trai
1. Mẫn Tuệ công Trịnh Nhuận, trưởng tử, con của Chính phi Nguyễn Thị Ngọc Vinh, mất sớm[122].
2. Thánh Tổ Thịnh vương Trịnh Sâm (1739 - 1782), con của Thái phi Nguyễn Thị Ngọc Diễm.
3. Thụy quận công Trịnh Lệ, con của Cung tần Dương Thị Ngọc Thịnh, về sau bị Tây Sơn sát hại[122], có một con trai là Trịnh Lan[122].

### Con gái
1. Trưởng thượng Tiên Hoa công chúa Trịnh Thị Ngọc Lan[122] hay Trịnh Thị Ngọc Nhuận[114] (? - 1760), tức Bà Chúa Đỏ, con của Chính phi Nguyễn Thị Ngọc Vinh. Hứa hôn với Thái tử Lê Duy Vĩ, nhưng chưa kịp gả thì đã qua đời[114].
2. Đệ nhị Quận chúa Trịnh Thị Ngọc Cúc, gả cho Tham đốc Minh Vũ hầu Vũ Đình Minh[122]
3. Đệ tam Quận chúa Trịnh Thị Ngọc Kính, gả cho Tạo sĩ Huy quận công Hoàng Đình Bảo[122]
4. Đệ tứ Quận chúa Trịnh Thị Ngọc Viêm, gả cho Tạo sĩ Cung Vũ hầu Nguyễn Đình Cung[122]